# Lista de filmes banidos por país
A lista de filmes banidos por país esta relacionada nesta lista. 
Por toda a história do cinema, vários foram censurados em alguns países pelos mais diversos motivos; moralidade, política, temas controversos ou por serem considerados subversivos. Os padrões de censura variam em cada país dependendo do governo ou da época. 
Muitos países tem comissões e organismos cuja função é classificar ou se possível retirar de circulação aos filmes e séries de televisão que causem polêmica entre a sociedade ou governo. Embora seja comum que os filmes editados caiam em certas classificações, esta lista inclui apenas os filmes que foram explicitamente proibidos de exibição pública. 

## Países em ordem alfabética
| País                           | Filme                                                 | Ano                                                   | Motivos |
| ------------------------------ | ----------------------------------------------------- | ----------------------------------------------------- | --- |
| Afeganistão                    | Todos                                                 | 1996-2001; 2021-                                      | Durante o governo do Emirado Islâmico, toda e qualquer forma de tecnologia ou cultura ocidental foi proibida. |
| África do Sul                  | The Johnson – Jeffries Fight                          | 1910                                                  | Banido por mostrar o boxeador negro Jack Johnson derrotando o boxeador branco James J. Jeffries, o que já havia inspirado distúrbios raciais no sul dos Estados Unidos. |
| África do Sul                  | Zulu                                                  | 1964                                                  | Banido pelo regime do apartheid. O longa foi proibido de ser exibido na presença de negros sul-africanos, pois retrata uma revolta zulu no século XIX. Os brancos foram autorizados a vê-lo em seus próprios cinemas segregados. |
| África do Sul                  | A Clockwork Orange                                    | 1971-1984                                             | Proibido durante o regime do apartheid. Liberado em 1984 apenas para maiores de 21 anos. |
| África do Sul                  | Up in Smoke                                           | 1978                                                  | Banido sob o regime do apartheid já que segundo as autoridade, o longo "podia encorajar a juventude impressionável da África do Sul ao uso de drogas. |
| África do Sul                  | Pretty Baby                                           | 1978-1983                                             | Banido pelo regime do apartheid. |
| África do Sul                  | Monty Python's Life of Brian                          | 1979                                                  | Banido por "conteúdo blasfemo". |
| África do Sul                  | Cruising                                              | 1980                                                  | Banido por "conteúdo subversivo" ao ter como um dos temas a homossexualidade. |
| África do Sul                  | Mapantsula                                            | 1988                                                  | Banido por criticar o regime vigente. |
| África do Sul                  | Cry Freedom                                           | 1989                                                  | Banido pelo regime do apartheid por contar a história o ativista Steve Biko. |
| África do Sul                  | Kids                                                  | 1995-1997                                             | Banido até 1997, quando foi lançado com classificação para maiores de 16 anos. |
| África do Sul                  | Of Good Report                                        | 2013                                                  | Banido por cenas de estupro de adolescentes, sendo considerado pornografia infantil. |
| Albânia                        | Pas vdekjes                                           | 1980-1990                                             | Banido durante o regime comunista. |
| Alemanha                       | Anders als die Andern                                 | 1920-1945                                             | Banido devido ao tema central ser a homossexualidade. Restrito para fins medicinais e psicológicos durante a República de Weimar. Foi proibido durante o regime Nazista e teve suas cópias destruídas. Liberado após o fim do regime em 1945 e parcialmente restaurado. |
| Alemanha                       | The Barnyard Battle                                   | 1929                                                  | Animação que retratava uma batalha fictícia onde os soldados usavam capacetes que lembravam o pickelhaube, clássico capacete de guerra do Império Alemão. |
| Alemanha                       | All Quiet on the Western Front                        | 1931 - 1932; 1933-1945                                | Banido após protestos de veteranos da Primeira Guerra Mundial, mas admitido após uma versão reeditada ser feita. Foi novamente proibido durante o regime Nazista. |
| Alemanha                       | Kuhle Wampe                                           | 1932-1945                                             | Banido por mostrar o governo, religião e sistema legislativo da Alemanha de forma negativa. Foi reeditado e relançado por seis meses até a subida ao poder de Adolf Hitler, sendo proibido novamente durante o regime Nazista. |
| Alemanha                       | Todos os filmes estrelados pelos Irmãos Marx          | 1933-1945                                             | Banidos da Alemanha devido ao fato dos comediantes serem judeus. |
| Alemanha                       | Bronenosets Potyomkin                                 | 1933-1945                                             | Banido devido a mensagem de propaganda comunista. |
| Alemanha                       | Ecstasy                                               | 1933-1945                                             | Banido devido ao conteúdo erótico. |
| Alemanha                       | Mädchen in Uniform                                    | 1933-1945                                             | Banido por representar lésbicas. |
| Alemanha                       | The Mad Doctor                                        | 1933-1945                                             | Banido devido á sua atmosfera obscura. |
| Alemanha                       | Mysterium des Geschlechtes                            | 1933-1945                                             | Banido devido ao conteúdo erótico. |
| Alemanha                       | Westfront 1918                                        | 1933-1945                                             | Banido devido a sua mensagem pacifista. |
| Alemanha                       | M - Eine Stadt sucht einen Mörder                     | 1934-1945                                             | Banido por razões obscuras. |
| Alemanha                       | Nana                                                  | 1934-1945                                             | Banido por retratar um caso amoroso de uma prostituta com um soldado da SS, o que era contra o lema e a honra de legião. |
| Alemanha                       | The Prizefighter and the Lady                         | 1934-1945                                             | Banido devido ao ator Max Baer ser judeu. |
| Alemanha                       | Das Testament des Dr. Mabuse                          | 1934-1945                                             | Banido devido a mensagem anti-autoritária e por apresentar "criminosos tão fascinantes e destalhados que sua representação poderia inspirar potenciais criminosos reais". Uma frase do filme também foi retirada do livro Mein Kampf de Adolf Hitler. |
| Alemanha                       | The Bohemian Girl                                     | 1936-1945                                             | Banido devido a representação positiva do povo cigano. |
| Alemanha                       | Modern Times                                          | 1936-1956                                             | Banido por supostamente defender o comunismo. |
| Alemanha                       | La Grande Ilusión                                     | 1937-1945                                             | Banido devido a sua mensagem pacifista. O Ministro de Propaganda Joseph Goebbels chegou a considerar o diretor Jean Renoir como "inimigo cinematográfico número um". |
| Alemanha                       | A Prussian Love Story                                 | 1938-1950                                             | Banido por contar a história de amor de um imperador e uma atriz, caso semelhante ao romance que Joseph Goebbels tivera. Liberado após a divisão da Alemanha. |
| Alemanha                       | Kitty und die Weltkonferenz                           | 1939-1945                                             | Banido logo após o início da Segunda Guerra Mundial devido a suposta mensagem pró-britânica do longa metragem. |
| Alemanha                       | Confessions of a Nazi Spy                             | 1939-1977                                             | Primeiro filme de Hollywood de caráter anti-nazista. Foi proibido juntamente com todos os filmes da Warner Bros. no país e exibido em sua totalidade apenas em 1977. |
| Alemanha                       | Mr. Smith Goes to Washington                          | 1939-1945                                             | Banido pela apologia a democracia. |
| Alemanha                       | The Great Dictator                                    | 1940-1945                                             | Banido por sua mensagem pacifista e por "zombar da imagem de Hitler". Exibido pela primeira vez no idioma alemão na Alemanha Ocidental em 1958. |
| Alemanha                       | Carnival in Flanders                                  | 1940-1945                                             | Banido por sua mensagem pacifista por ordens de Joseph Goebbels. O diretor Jacques Feyder foi altamente perseguido, mas conseguiu refugio na Suíça. |
| Alemanha                       | Titanic                                               | 1943-1949                                             | Banido por "desmoralizar o público na sala de cinema", segundo Goebbels. O filme permaneceu proibido durante alguns anos após o fim da guerra devido a sua propaganda nazista. |
| Alemanha                       | Große Freiheit Nr. 7                                  | 1944-1945                                             | Banido durante a ocupação nazista na Tchecoslováquia. Teve sua estreia em Praga cancelada no dia da estreia. |
| Alemanha                       | Auf Wiedersehn, Franziska!                            | 1945                                                  | Banido após a ocupação aliada na Alemanha devido a sua propaganda nazista. Pouco tempo depois o diretor Helmut Käutner afirmou que a propaganda foi posta por ordem da SS em seu lançamento. Após uma reedição foi liberado como filme de teor político imparcial. |
| Alemanha                       | Der ewige Jude                                        | 1945-atualidade                                       | Banido devido a sua mensagem fortemente antissemita. Está permitida sua exibição apenas em faculdades para fins educacionais acerca do Holocausto desde 2013. |
| Alemanha                       | Jud Süß                                               | 1945-atualidade                                       | Banido após a ocupação aliada na Alemanha devido a sua mensagem antissemita. O diretor foi condenado a destruir as copias em 1954, mas ao decorrer do tempo foram surgindo novas em vários lugares do mundo. Na U.R.S.S teria sido mostrado para a KGB e mais recentemente para terroristas do Oriente Médio de forma clandestina na intenção de influência o ódio contra Israel. O filme é permitido na Alemanha apenas com fins educacionais e com uma introdução explicando o contexto histórico e social.                                                                      |
| Alemanha                       | Der Untertan                                          | 1951                                                  | Banido na Alemanha Ocidental devido a seu conteúdo "anticonstitucional". Foi liberada em versão editada e cortada em 1971. |
| Alemanha                       | Du und mancher Kamerad                                | 1956                                                  | Banido na Alemanha Ocidental devido a seu conteúdo "anticonstitucional". |
| Alemanha                       | Thomas Muentzer                                       | 1956                                                  | Banido na Alemanha Ocidental devido a seu conteúdo "anticonstitucional". |
| Alemanha                       | Paths of Glory                                        | 1957-1959                                             | Banido para evitar tensões políticas com a França. |
| Alemanha                       | And Quiet Flows the Don                               | 1958                                                  | Banido na Alemanha Ocidental devido ao seu conteúdo "anticonstitucional". A primeira parte foi liberada em 1959 e a segunda e terceira foram exibidas na televisão alemã pela primeira vez em 1968. |
| Alemanha                       | Higher Principle                                      | 1960-1965                                             | Banido por seu conteúdo "anti-alemão". |
| Alemanha                       | Das Kaninchen bin ich                                 | 1965-1990                                             | Banido por criticar o governo comunista da Alemanha Oriental e sua sociedade. Ainda que o foco da longa não fosse este, foi altamente proibido e denominado "filme do coelho". Foi liberado após a reunificação alemã em 1990. |
| Alemanha                       | Denk boss nicht, uch heule                            | 1965-1990                                             | Banido por criticar o governo alemão oriental. |
| Alemanha                       | Spur der Steine                                       | 1966-1989                                             | Banido por criticar o governo alemão oriental. |
| Alemanha                       | Die Russen kommen                                     | 1971-1989                                             | Proibido por contar a história de uma jovem alemã temendo a invasão soviética na Alemanha durante a Segunda Guerra Mundial. Embora os soviéticos fossem mostrados sob uma boa perspectiva, o tema era controverso para os alemães. |
| Alemanha                       | The Texas Chain Saw Massacre                          | 1974-1978                                             | Banido por sua alta violência na Alemanha Ocidental. |
| Alemanha                       | Braindead                                             | 1992                                                  | Banido por sua violência extrema. Embora a versão completa ainda esteja proibida existem VHS e DVDs fortemente editados. |
| Alemanha                       | Zidan                                                 | 2010                                                  | Banido devido a sua violência extrema e crueldade. Atualmente a proibição não esta mais em vigor, mas ainda assim é muito evitado pelas empresas de filmes e distribuição na Alemanha. |
| Alemanha                       | Saw 3D                                                | 2010                                                  | Banido devido as cenas violentas que ultrapassam o §131 do StGB. Mesmo assim a posse do filme de forma privada não é punível, apenas nos casos de exibição pública. O filme foi classificado como KJ (Keine Jugendfreigabe/Nenhum jovem admitido) em versão cortada. Mesmo assim a venda em varejo é legalizada, embora os filmes com esta classificação estejam banidos. |
| Alemanha                       | Kurtlar Vadisi: Filistin                              | 2011                                                  | Banido devido á suas iniciais em dublagem alemã lembrarem o nome da FSK. Foi também proibido devido á suas mensagens anti-israelenses e anti-americanas. |
| Argentina                      | I'll Never Heil Again                                 | 1941                                                  | Banido durante o período de governos conservadores e autoritarios, conhecidos como Década Infame e por criticar a Alemanha Nazista, já que na Segunda Guerra Mundial a Argentina tinha muitos grupos simpatizantes de Hitler, ainda que tenha sido neutra durante boa parte do conflito. |
| Argentina                      | The Silence                                           | 1963                                                  | Banido por "obscenidades". |
| Argentina                      | Last Tango in Paris                                   | 1972                                                  | Banido durante a ditadura militar (1966-1973) por se considerar como "pornográfico". |
| Argentina                      | La Patagonia rebelde                                  | 1974                                                  | Banido pelo governo de Isabel Perón e durante o Processo de Reorganização Nacional. O filme se trata da supressão de uma revolta no sul argentino conhecida como "Patagónia Tragica". |
| Argentina                      | Mussolini: Ultimo atto                                | 1976                                                  | Banido durante o Processo de Reorganização Nacional. |
| Argentina                      | The Great Dictator                                    | 1976                                                  | Banido durante o Processo de Reorganização Nacional. |
| Argentina                      | Las largas vacaciones del '36                         | 1978                                                  | Banido durante o Processo de Reorganização Nacional por apresentar oposição ao regime franquista. |
| Argentina                      | Looking for Mr. Goodbar                               | 1978                                                  | Banido durante o Processo de Reorganização Nacional por ser considerado "pornográfico". |
| Argentina                      | Pretty Baby                                           | 1978                                                  | Banido durante o Processo de Reorganização Nacional por ser considerado "pornográfico". |
| Argentina                      | Coming Home                                           | 1978                                                  | Banido durante o Processo de Reorganização Nacional por sua mensagem anti-guerra. |
| Argentina                      | The House on Garibaldi Street                         | 1979                                                  | Banido durante o Processo de Reorganização Nacional por sua mensagem anti-nazista. |
| Argentina                      | Je vous salue, Marie                                  | 1985                                                  | Banido por seu "conteúdo blasfemo" e sexual. |
| Argentina                      | The Last Temptation of Christ                         | 1988                                                  | Banido por seu "conteúdo blasfemo". |
| Argentina                      | Kindergarten                                          | 1989                                                  | Banido por seus temas polêmicos, cenas de nudez e sexo não-simulado. Uma ordem judicial ordenou que as cópias fossem apreendidas antes da data de estreia. O filme foi finalmente exibido no Festival Internacional de Cinema de Mar del Plata. |
| Arábia Saudita                 | Saga Harry Potter                                     | 2002-2018                                             | Banido por ser considerado "satanista" e "ocultista". Em 2018 a saga foi finalmente liberada no país. |
| Arábia Saudita                 | Fahrenheit 9/11                                       | 2004                                                  | Banido por criticar a família real da Arábia Saudita. |
| Arábia Saudita                 | The Kingdom                                           | 2007                                                  | Banido por fazer referência imprecisa aos ataques das torres de Khobar. |
| Arábia Saudita                 | King of the Sands                                     | 2013                                                  | Banido por representar o fundador do país, Ibn Saud, de forma negativa. |
| Arábia Saudita                 | Noé                                                   | 2014                                                  | Banido por representar profetas. |
| Arábia Saudita                 | Onward                                                | 2020                                                  | Banido por uma pequena referência a um romance lésbico. |
| Austrália                      | Pink Flamingos                                        | 1972                                                  | Banido até a década de 1980 por seu conteúdo "ofensivo" e "repugnante". |
| Austrália                      | Salò o le 120 giornate di Sodoma                      | 1975-1992                                             | Banido por sua extrema violência e escatologia. Foi liberado em 1992. |
| Austrália                      | In the Realm of the Senses                            | 1976-2000                                             | Banido por obscenidade. Embora uma versão editada e cortada tenha sido lançada em 1977, o filme apenas foi liberado em 2000. |
| Austrália                      | Ken Park                                              | 2003                                                  | Banido por obscenidade ao representar sexo adolescente, incesto e afixia auerótica. |
| Austrália                      | The Human Centipede 2                                 | 2011                                                  | Banido por conteúdo cruel. perturbador e sexualmente explícito. Uma versão censurada foi lançada em 2013 em DVD. |
| Azerbaijão                     | Girov                                                 | 2011                                                  | Banido por apresentar os armênios sob uma boa perspectiva. |
| Bahrein                        | The Kingdom                                           | 2007                                                  | Banido por fazer referência imprecisa aos ataques das torres de Khobar. |
| Bahrein                        | Noé                                                   | 2014                                                  | Banido pela representação de profetas. |
| Bélgica                        | Carnival in Flanders                                  | 1940-1945                                             | Banido durante a ocupação alemã na Bélgica por sua mensagem pacifista. |
| Bélgica                        | In the Realm of the Senses                            | 1976-1994                                             | Banido devido a suas cenas de sexo e escatologia. Foi liberado em 1994. |
| Brasil                         | Lista de filmes banidos e censurados no Brasil        | Lista de filmes banidos e censurados no Brasil        | Lista de filmes banidos e censurados no Brasil |
| Brasil                         | The Great Dictator                                    | 1940-1946                                             | Banido durante o regime do Estado Novo por sua suposta mensagem comunista e por desmoralizar o exercito. |
| Brasil                         | El justicero                                          | 1969-2017                                             | Banido durante a ditadura militar e destruído em 1969. O filme foi perdido até 2017 quando uma cópia foi lançada em DVD. |
| Brasil                         | A Clockwork Orange                                    | 1971-1978                                             | Banido por exibir um "conteúdo promiscuo" e "obscenidade". Uma versão censurada de bolinhas pretas cobrindo os seios e genitais dos atores nas cenas de nudez tornou-se disponível no país em 1978. |
| Brasil                         | Last Tango of Paris                                   | 1972-1979                                             | Proibido pelo governo militar por ser considerado um "atentado à moral e os bons costumes". A proibição foi anulada em 1979. |
| Brasil                         | The Texas Chain Saw Massacre                          | 1974-1980                                             | Proibido pelo governo militar por ser considerado um "atentado à moral e os bons costumes". A proibição foi anulada em 1980. |
| Brasil                         | Iracema - Uma Transa Amazônica                        | 1975-1980                                             | Banido por seu conteúdo sexualmente explícito. |
| Brasil                         | Di-Glauber                                            | 1979                                                  | Banido após um processo judicial movido pela filha do pintor Di Cavalcanti, alegando que a imagem de seu pai estava sendo manchada em uma cena de funeral e sepultamento do pintor. Em 2004 a família do já falecido Glauber Rocha disponibilizou uma versão completa através de um servidor estrangeiro para contornar a censura. |
| Brasil                         | Pra Frente, Brasil                                    | 1982-1983                                             | Banido por criticar o regime militar. O banimento foi removido posteriormente. |
| Brasil                         | Je vous salue, Marie                                  | 1985-1988                                             | Banido devido ao "conteúdo blasfemo". Foi liberado após a promulgação da constituição de 1988. |
| Brasil                         | Beyond Citizen Kane                                   | 1993                                                  | Banido por ação judicial do empresário Roberto Marinho. |
| Brasil                         | A Serbian Film                                        | 2011-2012                                             | Banido por sua extrema violência e por cenas considerada como pedofilia. O filme chegou a ser exibido no VII Festival de Filmes de Porto Alegre e selecionado para o Festival de Cinema Fantástico do Rio de Janeiro. No entanto foi retirado de circulação por ordem da Caixa, patrocinadora do evento. Uma nova exibição foi idealizada fora do festival, mas a cópia foi apreendida após uma ordem judicial devido a uma ação do Democratas. A proibição foi anulada em 2012.                                                                                                   |
| Bulgária                       | The Tied Up Balloon                                   | 1967-1990                                             | Banido por criticar o regime comunista e seu papel na Segunda Guerra Mundial. A proibição foi anulada após a democratização em 1990. |
| Camboja                        | The Wolf of Wall Street                               | 2013                                                  | Banido por representar o Camboja sob uma perspectiva negativa. |
| Camboja                        | Who Killed Chea Vichea?                               | 2014                                                  | Banido por apresentar uma investigação do assassinato de Chea Vichea em 2004, um dos líderes sindicais mais influentes do Camboja que lutava pelo aumento de salário dos trabalhadores. |
| Camboja                        | Fifty Shades of Grey                                  | 2015                                                  | Banido por apresentar um "romance insano, numerosas cenas de sexo e sadomasoquismo" e por estar "muito relacionado ao sexo, o que é um tema extremo para a sociedade Khmer". |
| Camboja                        | No Escape                                             | 2015                                                  | Banido por apresentar uma imagem negativa da cultura do país. |
| Camboja                        | Kingsman: The Golden Circle                           | 2017                                                  | Banido por apresentar o país como base para os antagonistas do filme. |
| Canadá                         | Damaged Goods                                         | 1914                                                  | Banido em Ontário. |
| Canadá                         | Little Caesar                                         | 1931                                                  | Banido na Columbia Britânica, Alberta e Nova Escócia. |
| Canadá                         | The Life of Emile Zola                                | 1937                                                  | Banido em Quebec e liberado em 1997. |
| Canadá                         | Thugs with Dirty Mugs                                 | 1939                                                  | Banido em Winnipeg, Manitoba, pois os censores sentiram que "o filme era apenas uma desculpa para mostrar atividades criminosas". Disponível em DVD a partir dos anos 80. |
| Canadá                         | Scarlet Street                                        | 1945                                                  | Banido em Novo Brunswick. |
| Canadá                         | The Wicked Lady                                       | 1945                                                  | Banido em Novo Brunswick. |
| Canadá                         | Forever Amber                                         | 1947                                                  | Banido em Quebec e disponível em DVD a partir de 1994. |
| Canadá                         | The Wild One                                          | 1953                                                  | Banido em Columbia Britânica, Alberta e Nova Escócia. Disponível a partir de 1968 em Quebec com classificação +14 e posteriormente classificação G. |
| Canadá                         | Tom Jones                                             | 1963                                                  | Banido em Alberta, mas logo depois liberado. |
| Canadá                         | Who's Afraid of Virginia Woolf?                       | 1966                                                  | Os censores de Nova Escócia descreveram o filme "Obsceno blasfemo". Após a pressão da mídia local o filme foi liberado em sessões restritas. |
| Canadá                         | Warrendale                                            | 1967                                                  | Banido devido ao idioma, mas logo liberado. |
| Canadá                         | Romeu e Julieta                                       | 1968                                                  | Banido em Ontário. |
| Canadá                         | Cotton Mill, Treadmill                                | 1970                                                  | Banido por ordem da National Film Board of Canada e relançado em versão editada no ano 1976. |
| Canadá                         | Women in Love                                         | 1970                                                  | Banido em Alberta devido as cenas de nudez. |
| Canadá                         | A Clockwork Orange                                    | 1971                                                  | Proibido em Alberta e Nova Escócia. Liberado em 1999 após uma decisão do Conselho de Classificação de Filmes Marítimos, concedendo classificação R para o longa. |
| Canadá                         | Pink Flamingos                                        | 1972                                                  | Exibido em versões editadas em todo país. Foi banido totalmente em Alberta. |
| Canadá                         | Heavy Traffic                                         | 1973                                                  | Banido em Alberta. |
| Canadá                         | Pretty Baby                                           | 1973                                                  | Banido em Ontário. Liberado em 1994. |
| Canadá                         | Beneath the Valley of the Ultra-Vixens                | 1979                                                  | Banido em Nova Escócia. |
| Canadá                         | Calígula                                              | 1980                                                  | Banido em todas as províncias, exceto em Quebec, onde recebeu uma classificação +18. As versões editadas foram exibidas em todo país. Anos depois foi classificado como R pelo Conselho de Classificação de Filmes Marítimos. |
| Canadá                         | The Tin Drum                                          | 1980                                                  | Lançado em versão editada após acusações de pornografia infantil. |
| Canadá                         | Not a Love Story: A Film About Pornography            | 1981                                                  | Banido por suas cenas pornográficas. Posteriormente liberado após uma versão editada. |
| Canadá                         | Beau-père                                             | 1981                                                  | Banido devido a cena onde um ator maior de idade tem relações sexuais com uma jovem de 16 anos. Proibido em Ontário. |
| Canadá                         | I Spit on Your Grave                                  | 1983                                                  | Banido em Nova Escócia até ser liberado em 1998. |
| Canadá                         | Day of the Deads                                      | 1985                                                  | Banido em Ontário pelo Conselho de Classificação de Filmes Marítimos e logo exibido em versão cortada de 97 minutos. A versão completa só foi legalizada em 2008. |
| Canadá                         | Blue Velvet                                           | 1986                                                  | Banido pelo Conselho de Classificação de Filmes de Novo Brunswick e classificado como R. |
| Canadá                         | Scense of Death                                       | 1989                                                  | Banido por suas cenas de vídeos snuff. |
| Canadá                         | Exit to Eden                                          | 1994                                                  | Banido temporariamente pelos temas abordados no filme. A polêmica com a proibição fez com que fosse liberada em 1997. |
| Canadá                         | Bumfights                                             | 2006                                                  | Banido em sete das treze províncias do Canadá. |
| Catar                          | Noé                                                   | 2014                                                  | Banido por representar profetas. |
| Catar                          | Onward                                                | 2020                                                  | Banido devido a uma pequena referência a um romance lésbico. |
| Coreia do Sul                  | A Clockwork Orange                                    | 1971                                                  | Banido por sua extrema violência e representação de estupro coletivo. Segue banido desde então. |
| Coreia do Sul                  | Last Tango in Paris                                   | 1973                                                  | Banido por seu conteúdo fortemente sexual. |
| Coreia do Sul                  | Ban Geum-ryeon                                        | 1975-1981                                             | Banido por seis anos e relançado em versão editada de 40 minutos. |
| Coreia do Sul                  | Apocalypse Now                                        | 1979                                                  | Banido por sua mensagem anti-guerra. |
| Coreia do Sul                  | Braindead                                             | 1992                                                  | Banido por sua violência extrema. |
| Coreia do Sul                  | Falling Down                                          | 1993                                                  | Banido pela representação negativa de coreanos. |
| Coreia do Norte                | Team America: World Police                            | 2004                                                  | Banido por ridicularizar o ex-ditador Kim Jong-il. |
| Coreia do Norte                | 2012                                                  | 2009                                                  | Banido pela data do "fim do mundo" coincidir com o aniversário de 100 anos do nascimento de Kim Il-sung, fundador da república. |
| Coreia do Norte                | The Interview                                         | 2014                                                  | Banido por apresentar um plano de assassinato contra o ditador Kim Jong-un. Foi descrita pela embaixada norte-coreana na Rússia como "uma produção cinematográfica que justificava e incentivava o terrorismo". |
| Chile                          | Last Tango in Paris                                   | 1972                                                  | Banido por seu conteúdo sexual. |
| Chile                          | Monthy Python's Life of Brian                         | 1979                                                  | Banido por seu "conteúdo blasfemo". |
| Chile                          | Pixote, a Lei do Mais Fraco                           | 1981                                                  | Banido por sua extrema violência. |
| Chile                          | Christiane F.                                         | 1981                                                  | Banido por seu conteúdo sexual e de violência. |
| Chile                          | Missing                                               | 1982                                                  | Banido devido as criticas a ditadura de Augusto Pinochet. Liberado em 1990. |
| Chile                          | The Hunger                                            | 1983                                                  | Banido por seu conteúdo sexual. |
| Chile                          | The Last Temptation of Christ                         | 1987                                                  | Banido por seu "conteúdo blasfemo" e liberado em 2003. |
| Chile                          | The Lawnmower Man                                     | 1992                                                  | Banido brevemente e logo relançado em versão editada. |
| China                          | Lista de filmes banidos na República Popular da China | Lista de filmes banidos na República Popular da China | Lista de filmes banidos na República Popular da China |
| Checoslováquia                 | The Hand                                              | 1965                                                  | Banido pelo regime comunista devido a atmosfera sombria do filme que se assemelhava ao regime vigente. |
| Checoslováquia                 | Sedmikrásky                                           | 1966                                                  | Banido pelo regime comunista e acusado de "retratar o devasso". A diretora Věra Chytilová do filme foi proibida trabalhar até 1975. |
| Checoslováquia                 | A Report on the Party and the Guests                  | 1966-1968; 1968-1988                                  | Banido por representar uma alegoria a regimes totalitários. Foi liberado em 1968 e proibido novamente após a Primavera de Praga. O diretor Jan Němec chegou a ser exilado em 1974. O filme foi finalmente liberado em 1988. |
| Checoslováquia                 | Hoří, má panenko                                      | 1967                                                  | Banido por apresentar uma sátira aos regimes totalitários e comunistas do leste europeu. |
| Checoslováquia                 | Smuteční slavnost                                     | 1969                                                  | Banido pelo regime comunista. |
| Checoslováquia                 | Den sedmý, osmá noc                                   | 1969                                                  | Banido pelo regime comunista. |
| Checoslováquia                 | Spalovač mrtvol                                       | 1969-1989                                             | Banido por mostrar a história de um homem que cremava corpos de judeus durante o Holocausto. |
| Checoslováquia                 | All My Countrymen                                     | 1969-1989                                             | Banido pelo regime comunista. |
| Checoslováquia                 | Birds, Orphans and Fools                              | 1969-1989                                             | Banido pelo regime comunista por retratar pessoas prejudicadas pelo governo. |
| Checoslováquia                 | Skřivánci na niti                                     | 1969-1989                                             | Banido pelo regime comunista. |
| Checoslováquia                 | Hlídac                                                | 1970                                                  | Banido pelo regime comunista. |
| Checoslováquia                 | Ovoce stromů rajských jíme                            | 1970                                                  | Banido pelo regime comunista. |
| Checoslováquia                 | Kladivo na čarodějnice                                | 1970                                                  | Banido pelo regime comunista. |
| Checoslováquia                 | Ucho                                                  | 1970-1989                                             | Banido pelo regime comunista. |
| Checoslováquia                 | Nahota                                                | 1971                                                  | Banido pelo regime comunista. |
| Checoslováquia                 | Případ pro začínajícího kata                          | 1972                                                  | Banido pelo regime comunista por "zombar da sociedade tcheca". |
| Checoslováquia                 | Leonardův deník                                       | 1972                                                  | Banido pelo regime comunista por criticar fortemente o governo. |
| Checoslováquia                 | Otrantský zámek                                       | 1977-1989                                             | Banido pelo regime comunista por "incitar a descrença nas notícias da TV". |
| Checoslováquia                 | Možnosti dialogu                                      | 1982                                                  | Banido pelo regime comunista por criticar fortemente o governo. |
| Checoslováquia                 | Straka v hrsti                                        | 1988                                                  | Banido pelo regime comunista por ser baseado na história de Antonín Přidal, autor censurado e exilado anos antes. |
| CEI                            | Child 44                                              | 2015                                                  | Banido por "distorcer fatos históricos" da Grande Guerra Patriótica e por demonstrar os russos como "sub-humanos fisicamente e com morais básicas". Foi proibido não apenas na Rússia mas em todos os países da Comunidade de Estados Independentes, conformada por ex-repúblicas soviéticas. |
| República Democrática do Congo | L'Homme Qui Repare Les Femmes                         | 2015                                                  | Banido sem razões claras. O filme é um documentário sobre o ginecologista Denis Mukwege, dono de um hospital que atende vítimas de estupro. |
| Dinamarca                      | The Skeleton Dance                                    | 1930                                                  | Banido por considerar-se "macabro demais". A proibição não esta mais em vigor. |
| Egito                          | Funny Girl                                            | 1968                                                  | Banido por contar o romance do protagonista Omar Sharif, muçulmano, e de Barbra Streisand, judia e israelense. A atriz também era militante em favor da causa israelita no auge das tenções com o Egito. |
| Egito                          | The Da Vinci Code                                     | 2006                                                  | Banido por "conteúdo blasfemo". |
| Egito                          | Halawet Rooh                                          | 2014                                                  | Banido por cenas sexualmente provocantes. |
| Espanha                        | Battleship Potemkin                                   | 1927-1975                                             | Banido por medo de inspirar uma revolução comunista. |
| Espanha                        | Paths of Glory                                        | 1957-1986                                             | Banido por sua mensagem anti-militar. |
| Espanha                        | La Dolce Vita                                         | 1960-1975                                             | Banido durante a ditadura franquista. |
| Espanha                        | Veiidiana                                             | 1961-1977                                             | Banido durante a ditadura franquista sob influência da Igreja Católica. |
| Espanha                        | La Petición                                           | 1981                                                  | Banido por cenas de sexo e sadomasoquismo. Após pressões por parte da classe artística, o filme foi liberado. |
| Espanha                        | Saw VI                                                | 2009                                                  | Banido em cinemas regulares e exibido exclusivamente para adultos. |
| Espanha                        | A Serbian Film                                        | 2011                                                  | Banido por sua violência e sexualidade extrema. |
| Estados Unidos                 | The Birth of a Nation                                 | 1915-1916                                             | Banido por sua mensagem racista e em favor da Ku Klux Klan. Foi proibido em Chicago, Las Vegas, Denver, Pittsburgh e St. Louis. |
| Estados Unidos                 | Birth Control                                         | 1917                                                  | Banido por considerar-se "imoral". |
| Estados Unidos                 | Häxan                                                 | 1922-1929                                             | Banido por seu conteúdo de nudez, violência, tortura, satanismo e bruxaria. Foi liberado em 1929. |
| Estados Unidos                 | Party Girl                                            | 1930                                                  | Banido pelo tema central ser a prostituição. |
| Estados Unidos                 | Scarface                                              | 1932                                                  | Banido por considerar-se "apologia ao crime organizado". |
| Estados Unidos                 | Ecstasy                                               | 1933-1937                                             | Banido por seu conteúdo erótico. |
| Estados Unidos                 | Convention City                                       | 1934                                                  | Banido por "conteúdo ousado" logo após a criação do Código de Produção Cinematográfica. |
| Estados Unidos                 | Two-Faced Woman                                       | 1941                                                  | Banido por seu tema central ser adultério. |
| Estados Unidos                 | Ossessione                                            | 1943-1976                                             | Banido por ser baseado no romance The Postman Always Rings Twice de James M. Clain e que era de propriedade da MGM. O processo teve fim em 1976 e o filme foi liberado. |
| Estados Unidos                 | Brewster's Millions                                   | 1945                                                  | Banido em Memphis, Tennessee por cena onde um empregado afro-americano é tratado com igualdade. |
| Estados Unidos                 | Scarlet Street                                        | 1945                                                  | Banido em Atlanta após a censora-chefe declarar sobre o filme "vida sórdida que retratava, o tratamento do amor ilícito, o fracasso dos personagens em receber punição ortodoxa da polícia e porque a imagem tenderia a enfraquecer respeito pela lei, "era "licencioso, profano, obscuro e contrário à boa ordem da comunidade." ... A Universal foi desencorajada a desafiar a constitucionalidade dos censores pelos protestos de grupos religiosos nacionais que surgiram quando o caso de Atlanta foi ao tribunal.                                                            |
| Estados Unidos                 | Lost Boundaries                                       | 1949                                                  | Banido em Atlanta e Memphis por "poder causar revolta e rivalidades entre as raças branca, negra e mestiça". |
| Estados Unidos                 | Kiss Tomorrow Goodbye                                 | 1950                                                  | Banido em Ohio por cenas de violência, sadismo e crimes de forma explícita. |
| Estados Unidos                 | The Moon Is Blue                                      | 1953                                                  | Banido em Nova Jersey por "obsceno e indecente". |
| Estados Unidos                 | The Vanishing Prairie                                 | 1954-1956                                             | Banido em Nova Iorque por cena onde um búfalo dá a luz. A proibição foi retirada após pressão da União Americana pelas Liberdades Civis. |
| Estados Unidos                 | Portland Exposé                                       | 1957                                                  | Banido por cenas de crime supostamente inspiradas nos cometidos de Jim Elkins, criminoso procurado em Óregon. |
| Estados Unidos                 | Victim                                                | 1961                                                  | Banido em cidade americanas pelo idioma. |
| Estados Unidos                 | Flaming Creatures                                     | 1963-1964                                             | Banido em Nova Iorque por conteúdo sexual. |
| Estados Unidos                 | Promises ... Promises!                                | 1963                                                  | Banido em Cleveland por cenas de nudez e sexualidade explícita. |
| Estados Unidos                 | Viva Maria!                                           | 1966-1968                                             | Banido em Dallas por cenas consideradas "indecentes". Pouco tempo depois o banimento foi retirado. |
| Estados Unidos                 | Titicut Follies                                       | 1968-1991                                             | Banido em Massachusetts após ordem judicial que alegava que o filme "perturbava a privacidade nas prisões do estado". |
| Estados Unidos                 | I Am Curious (Yellow)                                 | 1967-1969                                             | Banido por cenas de nudez e sexo. Após três processos judiciais a proibição foi retirada. |
| Estados Unidos                 | Pink Flamingos                                        | 1972-1997                                             | Banido por nudez, sexo explícito, violência contra os animais e coprofragia. |
| Estados Unidos                 | Female Trouble                                        | 1974-1999                                             | Banido por conteúdo sexual e de nudez. |
| Estados Unidos                 | The Thorn                                             | 1974; 1984                                            | Banido por considerar que a produção apenas se aproveitava do sucesso de Bette Midler e promovia o filme de forma enganosa. A produção foi lançado na década de 1980 em VHS mas logo retirado de circulação por ameaças de processo por parte de Midler. |
| Estados Unidos                 | Monty Python's Life of Brian                          | 1979                                                  | Banido por "zombar do cristianismo". |
| Estados Unidos                 | The Tin Drum                                          | 1979-1997                                             | Banido por ser considerado como "pornografia infantil" em cena onde uma menino abraça uma mulher nua. O veredito de proibição foi anulado logo depois. |
| Estados Unidos                 | If You Love This Planet                               | 1982                                                  | Banido por considerar-se "propaganda política estrangeira". Apesar disso, ganhou o Óscar de Melhor Documentário de Curta-Metragem em 1982. |
| Estados Unidos                 | The Last Temptation of Christ                         | 1988                                                  | Banido brevemente em Savannah, Geórgia, após protestos de líderes religiosos. O longa foi logo liberado após a estreia mundial. |
| Estados Unidos                 | The Profit                                            | 2002-2007                                             | O filme emprestava elementos da vida de L. Ron Hubbard e foi impedido de ser lançado por influência da Igreja da Cientologia afirmando que o filme poderia contaminar o júri no julgamento por homicídio culposo da ex-membro Lisa McPherson. Embora a liminar tenha sido suspensa alguns anos depois que o processo foi resolvido e o filme não seja mais proibido em si, uma disputa legal com o investidor Robert S. Minton continua a atrasar a liberação. The Disinformation Book of Lists e The Times caracterizaram The Profit como um "filme proibido" nos Estados Unidos. |
| Estados Unidos                 | Hillary: The Movie                                    | 2008                                                  | Impedido de ser exibido na TV a cabo por alegações de "comunicação eleitoral", onde o filme favorecia a candidata Hillary Clinton nas eleições de 2008 de forma fora das normas padrões. A proibição foi logo derrubada pela Suprema Corte dos Estados Unidos. |
| Estados Unidos                 | The Yes Men Fix the World                             | 2010                                                  | Brevemente censurado devido a uma ação judicial pendente na Câmara do Comêrcio dos Estados Unidos contra os The Yes Men. |
| Fiji                           | Adhura Sapna                                          | 2009                                                  | Banido por temas raciais contra os fijianos. |
| Filipinas                      | Batang Tulisan                                        | 1937                                                  | Banido por representar um padre como antagonista e uso de uma seringa como arma de assassinato. |
| Filipinas                      | Chapaev                                               | 1940                                                  | Banido por promover a ideologia comunista. |
| Filipinas                      | Iginuhit ng Tadhana                                   | 1965                                                  | Banido por promover rivalidades entre o então presidente Diosdado Macapagal e o então senador Ferdinand Marcos. |
| Filipinas                      | Hubad na Bayani                                       | 1977                                                  | Banido durante a ditadura de Ferdinand Marcos após os cinemas serem proibidos no país. |
| Filipinas                      | The Last Temptation of Christ                         | 1988                                                  | Banido por considerar-se anti-religioso. |
| Filipinas                      | Dear uncle San                                        | 1989                                                  | Banido por criticar a presença militar americana nas Filipinas. |
| Filipinas                      | Orapronobis                                           | 1989                                                  | Banido por sua mensagem contrária ao governo da Revolução do Poder Popular de 1986. Foi considerado subversivo. |
| Filipinas                      | Schindler's List                                      | 1993-1994                                             | Banido por considerar-se "pornográfico" pelas cenas de sexo e nudez. A proibição foi anulada no ano seguinte pelo significado histórico do longa-metragem. |
| Filipinas                      | The Piano                                             | 1993-1994                                             | Banido brevemente mas logo liberado. |
| Filipinas                      | Natural Born Killers                                  | 1994                                                  | Banido pela extrema violência. |
| Filipinas                      | The Bridges of Madison County                         | 1996                                                  | Banido por cena onde a atriz Meryl Streep é mostrada nua. A cena foi cortada por considerar-se ofensiva e logo liberada. |
| Filipinas                      | Live Show                                             | 2000                                                  | Banido por tratar-se sobre prostituição infantil em Manila. A petição pela proibição foi feita pelo cardeal Jaime Sin e pela então vice-presidente Glória Macapagal-Arroyo. |
| Filipinas                      | Imelda                                                | 2003                                                  | Banido após processo judicial de Imelda Marcos, ex-primeira dama das Filipinas e a quem o filme se dedica. |
| Filipinas                      | To Live for the Masses                                | 2006                                                  | Banido por difamar a imagem da presidente Glória Macapagal-Arroyo. O filme foi dirigido e estrelado pelo ex-presidente Joseph Estrada, deposto em 2001 em um processo de impeachment apoiado pela Igreja Católica e pela Câmara de Representantes. Foi considerado "difamatório e falso" por atacar a imagem da presidente que o sucedera. |
| Filipinas                      | Aurora                                                | 2008                                                  | Banido brevemente e logo liberado após o corte de cena de estupro. |
| Filipinas                      | Brüno                                                 | 2009                                                  | Banido por conteúdo homossexual. Foi liberado após ser classificado como +18. |
| Filipinas                      | Ganito tayo ngayon, Paano na tayo bukas?              | 2010                                                  | Banido por causar "má fé e desconfiança no governo". O filme contava a trajetória de um jornal desde sua publicação até seu fim sendo usado para limpar o anus de uma pessoa. Eram ressaltadas noticias da crise económica durante o governo de Glória Macapagal-Arroyo. |
| Filipinas                      | Ayos Ka?                                              | 2010                                                  | Banido por ser "prejudicial a imagem da República das Filipinas e seu povo". O curta-metragem contava com cenas de sexo, nudez, violência e assassinatos. |
| Filipinas                      | Innocence of Muslims                                  | 2012                                                  | Banido por intolerância contra os muçulmanos ao representar o profeta Maomé sob um perspectiva maléfica. A Suprema Corte das Filipinas ordenou a censura total do filme. |
| Filipinas                      | Abominable                                            | 2019                                                  | Banido por cena onde um mapa das linha das nove raias é mostrado e mostra as ilhas Straply e Scarborough Shoal como território da China. As Filipinas reivindicam as ilhas como parte de sua república. |
| Filipinas                      | Metamorphose                                          | 2019                                                  | Banido por cenas de sexo e masturbação. Foi brevemente impedido de ser exibido nos cinemas e logo reexibido com classificação +16. |
| Finlândia                      | Bronenosets Potyomkin                                 | 1930-1952                                             | Banido pelo temor de inspirações para uma revolução comunista. |
| Finlândia                      | Mrs. Miniver                                          | 1943-1945                                             | Banido durante a Segunda Guerra Mundial. |
| Finlândia                      | Johnny Eager                                          | 1943-1950                                             | Banido durante a Segunda Guerra Mundial e liberado em 1950. |
| Finlândia                      | Rififi                                                | 1955-1959                                             | Banido por cenas de crimes que poderiam inspirar delitos na vida real. Liberado em 1959. |
| Finlândia                      | Peeping Tom                                           | 1960-1981                                             | Banido por 21 anos. |
| Finlândia                      | One, Two, Three                                       | 1962-1986                                             | Banido por sua critica ao comunismo, o que poderia criar tensões com a vizinha União Soviética. |
| Finlândia                      | Il grande silenzio                                    | 1969-1989                                             | Banido por sua extrema violência e reestreado em versão editada em 1989. |
| Finlândia                      | The Devils                                            | 1971-2000                                             | Banido por sua extrema violência, sexualidade e por poder ser "prejudicial a saúde mental". A decisão de banimento foi levada ao mais alto tribunal disponível. Foi liberado em 2000 após a mudança na lei. |
| Finlândia                      | En dag i Ivan Denisovitsj 'liv                        | 1972                                                  | Banido pelo Conselho Finlandês de Cinema por motivos políticos e o medo de tensões com a União Soviética. |
| Finlândia                      | Dirty Harry                                           | 1972-1973                                             | Banido por extrema violência. A empresa distribuidora no país contestou e levou a questão ao Supremo Tribunal Administrativo da Finlândia. O longa foi cortado em algumas partes e novamente banido pelo serviço de censura. Outro processo foi feito e o filme foi bastante cortado e finalmente lançado nos circuitos comerciais em 1973. |
| Finlândia                      | The Texas Chain Saw Massacre                          | 1974-1996                                             | Banido por sua violência gráfica. |
| Finlândia                      | Ultime grida dalla savana                             | 1976                                                  | Banido até a atualidade por cenas violentas e de execução. |
| Finlândia                      | Salò o le 120 giornate di Sodoma                      | 1976-2000                                             | Banido por cenas de violência e sexo, além de ser considerado "imoral e prejudicial para saúde mental". Foi proibido novamente em 1984 após um processo legal e apenas liberado em 2000, quando a lei de censura mudou. |
| Finlândia                      | Cruising                                              | 1980                                                  | Banido em seu lançamento inicial. |
| Finlândia                      | Friday the 13th                                       | 1980-2000                                             | Banido em seu lançamento inicial e relançado em 2000. |
| Finlândia                      | Dead & Buried                                         | 1981-1991                                             | Banido em seu lançamento inicial e relançado em 1991 com classificação +16. |
| Finlândia                      | Just Before Dawn                                      | 1983                                                  | Banido em seu lançamento inicial por 4 meses e sendo cortado 2 minutos para seu relançamento com classificação +18. |
| Finlândia                      | Born American                                         | 1986                                                  | Banido em seu lançamento inicial por violência e temas políticos controversos. |
| Finlândia                      | The House on the Edge of the Park                     | 1986-2000                                             | Banido em seu lançamento inicial e logo liberado, mas passando anos sem interesse de grandes distribuidoras. Foi finalmente exibido nos cinemas em 2000. |
| França                         | Bronenosets Potyomkin                                 | 1925-1953                                             | Banido para não inspirar uma revolução comunista. |
| França                         | L'Age d'Or                                            | 1930                                                  | Banido pela polícia francesa "em nome da ordem pública". |
| França                         | Zero for Conduct                                      | 1933-1946                                             | Banido por contar a história de alunos que tomam uma escola. Durante a ocupação nazista na França o filme continuou sendo proibido até ser liberado em 1946. |
| França                         | Le Corbeau                                            | 1945-1947                                             | Banido após a libertação aliada da França por ser simpático a ocupação alemã na França. Foi liberado em 1947. |
| França                         | Afrique 50                                            | 1950-1990                                             | Banido por criticas ao domínio colonial na África. O diretor René Vautier foi condenado a um ano de prisão. |
| França                         | Statues Also Die                                      | 1953                                                  | Banido por sugerir que a civilização europeia destruiu a cultura africana. O filme chegou a ser exibido no Festival de Cannes em 1953, mas foi proibido logo depois. |
| França                         | Before the Deluge                                     | 1954                                                  | Banido por "conteúdo criminal". |
| França                         | Carmen Jones                                          | 1954-1981                                             | Banido após uma acusação de direitos autorais violados. Foi acusado de ser uma adaptação não autorizada da opera Carmen de Georges Bizet. |
| França                         | Bel Ami                                               | 1955-1957                                             | Banido em seu lançamento inicial. Liberado em 1957 em versão censurada. |
| França                         | Le Rendez-vous des quais                              | 1955-1980                                             | Banido por representar estivadores que se recusam a ceder mantimentos para militares na Guerra da Indochina. |
| França                         | Paths of Glory                                        | 1957-1975                                             | Banido por sua mensagem antimilitar. |
| França                         | Le petit soldat                                       | 1960                                                  | Banido por motivos políticos. Liberado em versão censurada. |
| França                         | Tu ne tueras point                                    | 1961                                                  | Banido por representar um ex-soldado da Segunda Guerra Mundial com problemas mentais. |
| França                         | The Battle of Algiers                                 | 1965-1971                                             | Banido por sua mensagem pró-argelina e anticolonial. |
| França                         | Det kære legetøj                                      | 1965-1971                                             | Banido por defender a pornografia. |
| França                         | The Texas Chain Saw Massacre                          | 1974-1977                                             | Banido por sua violência e sadismo. |
| França                         | Camp de Thiaroye                                      | 1977                                                  | Banido por sua mensagem anticolonial. |
| França                         | Baise-moi                                             | 2000                                                  | Banido em seu lançamento inicial e logo relançado com classificação +16 e +18. |
| França                         | Antichrist                                            | 2009-2016                                             | Banido por conteúdo sexual e violento após sua exibição nos cinemas franceses. A pressão para censura foi dada pelo grupo católico Promouvoir. O tribunal francês decretou que o filme estaria proibido de exibição pública e permitido apenas para posse privada. |
| Gana                           | Les maîtres fous                                      | 1955                                                  | Banido por "incentivar a revolta e o racismo contra brancos". O filme tratava-se de uma documentação da tradição da tribo ganesa Hauka. |
| Grécia                         | Golfo                                                 | 1914                                                  | Banido por mensagem pró-monarquista. |
| Grécia                         | Z                                                     | 1967-1974                                             | Banido por criticar a ditadura dos coronéis. |
| Hungria                        | Jud Süß                                               | 1945                                                  | Banido por mensagem antissemita. |
| Hungria                        | Song of the Cornfields                                | 1947-1979                                             | Banido por "clerical" e em favor dos colaboradores durante do Reino da Hungria. |
| Hungria                        | Keserű igazság                                        | 1956-1986                                             | Banido por criticar a industrialização forçada da Hungria. |
| Hungria                        | Eltüsszentett birodalom                               | 1956-1989                                             | Banido por mostrar um monarca semelhante ao ditador Mátyás Rákosi. |
| Hungria                        | A tanú                                                | 1969-1981                                             | Banido por satirizar o regime comunista. |
| Hungria                        | Bástyasétány '74                                      | 1974-1989                                             | Banido por razões pouco claras. |
| Islândia                       | The Texas Chain Saw Massacre                          | 1985-1999                                             | Banido por violência extrema e sadismo. Foi liberado após uma versão censurada ser lançada. |
| Islândia                       | Nekromantik                                           | 1987                                                  | Banido por assunto transgressivo (necrofilia) e imagens audaciosas. |
| Islândia                       | Cannibal Holocaust                                    | 1992                                                  | Banido por sua violência extrema, canibalismo e crueldade com animais e humanos. |
| Índia                          | Lista de filmes banidos na Índia                      | Lista de filmes banidos na Índia                      | Lista de filmes banidos na Índia |
| Indonésia                      | Max Havelaar                                          | 1976                                                  | Banido por seus paralelos da época colonial e ir contra o regime vigente. |
| Indonésia                      | The Year of Living Dangerously                        | 1982                                                  | Banido por criticas ao governo de Sukarno. A proibição foi liberada em 1999. |
| Indonésia                      | Schindler's List                                      | 1993                                                  | Banido por ser simpatico a causa judaica. |
| Indonésia                      | Long Road to Heaven                                   | 2007                                                  | Banido no Bali por apresentar os atentados no Bali de 2002, o que poderia causar desconforto e indignação entre os locais. |
| Indonésia                      | Balibo                                                | 2009                                                  | Banido por criticar o governo indonésio, em especial durante a ocupação no Timor-Leste. |
| Indonésia                      | Noé                                                   | 2014                                                  | Banido por representar profetas. |
| Indonésia                      | Fifty Shades of Grey                                  | 2015                                                  | Banido por conteúdo violento e sexual. |
| Irão                           | The Cow                                               | 1969                                                  | Banido por representar o Irã como um país atrasado tecnologicamente e em sua maioria rural. Foi liberado com a premissa de não se passar naquela época do país, mas sim á muitas décadas atrás. |
| Irão                           | Salò o le 120 giornate di Sodoma                      | 1975                                                  | Banido por extrema violência e sexualidade. |
| Irão                           | Cruising                                              | 1980                                                  | Banido em seu lançamento inicial. |
| Irão                           | Bita                                                  | 1981                                                  | Banido por representar mulheres sendo exploradas por homens. |
| Irão                           | Ghaire aze Khoudo Hitch Kass Naboud                   | 1981                                                  | Banido por representar um romance lésbico. |
| Irão                           | Gabbeh                                                | 1996                                                  | Banido por ser considerado "subversivo". |
| Irão                           | Num Va Goldum                                         | 1996                                                  | Banido pelo tema onde "pessoas diferentes podem vivenciar o mesmo incidente com consequências distintas". |
| Irão                           | Zoolander                                             | 2001                                                  | Banido por suposto apoio aos direitos dos homossexuais. |
| Irão                           | Marmoulak                                             | 2004-2020                                             | Banido em seu lançamento inicial por criticar a educação e religiosidade no Irã. Foi liberado em 2020 em versão censurada. |
| Irão                           | 300                                                   | 2010                                                  | Banido por representar os persas sob perspectiva negativa. |
| Irão                           | Argo                                                  | 2012                                                  | Banido por representar negativamente o Irã. Foi o único filme indicado ao Oscar de melhor filme a ser proibido. |
| Iraque                         | South Park: Bigger, Longer & Uncut                    | 1999                                                  | Banido por zombar da imagem de Saddam Hussein. |
| Iraque                         | American Sniper                                       | 2015                                                  | Banido por "desrespeito ao povo". |
| Irlanda                        | Monkey Business                                       | 1931-2000                                             | Banido em seu lançamento inicial para não "influenciar a anarquia". |
| Irlanda                        | The Outlaw                                            | 1943                                                  | Banido por referências sexuais. |
| Irlanda                        | Mildred Pierce                                        | 1945                                                  | Banido em seu lançamento inicial. |
| Irlanda                        | Brief Encounter                                       | 1945                                                  | Banido por ser considerado "permissivo e adultero". |
| Irlanda                        | The Big Sleep                                         | 1946                                                  | Banido por referências sexuais. |
| Irlanda                        | Outrage                                               | 1950                                                  | Banido pelo tema central ser estupro. |
| Irlanda                        | Ulysses                                               | 1967-2000                                             | Banido em seu lançamento inicial. Foi liberado em 2000. |
| Irlanda                        | A Clockwork Orange                                    | 1971-2000                                             | Banido por extrema violência e sexualidade. Foi liberado em 2000. |
| Irlanda                        | I Spit on Your Grave                                  | 1978; 2010                                            | Banido por cenas de violência e estupro coletivo. Foi relançado em DVD e Blu-ray e novamente proibido. |
| Irlanda                        | Monty Python's Life of Brian                          | 1979-1987                                             | Banido por "conteúdo blasfemo". Foi liberado em 1987. |
| Irlanda                        | Monty Python's The Meaning of Life                    | 1983-1990                                             | Banido por "conteúdo blasfemo". Foi liberado em 1990. |
| Irlanda                        | Meet the Feebles                                      | 1989                                                  | Banido por "conteúdo blasfemo". |
| Irlanda                        | Natural Born Killers                                  | 1994                                                  | Banido por medo de inspirar crimes reais. |
| Irlanda                        | Preaching to the Perverted                            | 1997                                                  | Banido por obscenidade. |
| Israel                         | Oliver Twist                                          | 1948                                                  | Banido por ser considerado "antissemita". |
| Israel                         | The Girl in the Kremlin                               | 1957                                                  | Banido para não prejudicar as relações com a União Soviética. |
| Israel                         | China Gate                                            | 1957                                                  | Banido por ser considerado "preconceituoso" já que soldados russos e chineses eram representados como "monstros". |
| Israel                         | Goldfinger                                            | 1965                                                  | Banido pelos antecedentes do ator Gert Fröbe. A proibição foi relevada seis meses depois já que o embaixador de Israel na Áustria afirmou que o ator havia ajudado ele e sua família durante o Holocausto. O filme foi liberado após este esclarecimento. |
| Israel                         | Hitler: The Last Ten Days                             | 1973                                                  | Banido porque a censura decidiu que Hitler era representado de forma "muito humana". |
| Israel                         | In the Realm of the Senses                            | 1987                                                  | Banido por conteúdo pornográfico. |
| Israel                         | The Last Temptation of Christ                         | 1988                                                  | Banido para não ofender os israelenses cristãos. |
| Israel                         | Jenin, Jenin                                          | 2004-2021                                             | Banido pelo Conselho de Classificação de Filmes sob a premissa de que era difamatório. Foi liberado em 2021 após um cidadão afirmar que teria visto e não se ofendido com o longa. |
| Israel                         | Shrek 2                                               | 2004                                                  | Banido brevemente em seu lançamento inicial por uma cena na qual difamava o cantor israelense David D'Eor. A referência fez o canto tomar medidas legais e a cena teve que ser dublada novamente. |
| Itália                         | Duck Soup                                             | 1933-1945                                             | Banido durante o regime fascista por zombar de regimes totalitários e por sua mensagem pacifista. |
| Itália                         | La Grande Illusion                                    | 1937-1945                                             | Banido durante o regime fascista por zombar de regimes totalitários e por sua mensagem pacifista. |
| Itália                         | Totò and Carolina                                     | 1955                                                  | Banido por "zombar da polícia". |
| Itália                         | Jules et Jim                                          | 1962                                                  | Banido por conteúdo sexual mas liberado após protestos. |
| Itália                         | Last Tango in Paris                                   | 1972-1986                                             | Banido por ser considerado obsceno. |
| Itália                         | Lion of the Desert                                    | 1982-2009                                             | Banido por ser "prejudicial a honra e imagem do exercito italiano". |
| Itália                         | Li chiamarono ... briganti!                           | 1999                                                  | Banido por sua mensagem negativa da unificação italiana. |
| Japão                          | The Mikado                                            | 1939-1946                                             | Banido por "ofender o imperador do Japão". |
| Japão                          | The Men Who Tread on the Tiger's Tail                 | 1945-1952                                             | Banido durante a ocupação americana no Japão por implementar "valores feudais". |
| Japão                          | In the Realm of the Senses                            | 1976-1982                                             | Banido por cenas de sexo explícitos. Foi liberado em 1982 após processo judicial movido pelo diretor Nagisa Oshima. Atualmente encontra-se disponível em versão censurada. |
| Jordânia                       | The Da Vinci Code                                     | 2006                                                  | Banido por "conteúdo blasfemo". |
| Quênia                         | The Wolf of Wall Street                               | 2013                                                  | Banido por cenas de sexo, palavrões, uso de drogas e nudez. |
| Quênia                         | Stories of Our Lives                                  | 2014                                                  | Banido por mostrar quenianos homossexuais tendo relações amorosas e sexuais. Foi classificado como "obsceno". |
| Quênia                         | Fifty Shades of Grey                                  | 2015                                                  | Banido por conteúdo sexual. |
| Quênia                         | Rafiki                                                | 2018                                                  | Banido por defender os direitos LGBTQIA+ no Quênia. |
| Kuwait                         | South Park: Bigger, Longer & Uncut                    | 1999                                                  | Banido por supostamente defender a organização Irmandade Muçulmana. A própria série de televisão também é proibida no país. |
| Kuwait                         | Fahrenheit 9/11                                       | 2004                                                  | Banido por criticar o papel dos demais países do Oriente Médio na Guerra do Iraque. |
| Kuwait                         | The Kingdom                                           | 2007                                                  | Banido por falsa representação de um atentado com bombas na Arábia Saudita em 1996. |
| Kuwait                         | Beauty and the Beast                                  | 2017                                                  | Banido pela representação de homossexuais de forma "inofensiva". |
| Kuwait                         | Onward                                                | 2020                                                  | Banido por referência a um casal lésbico. |
| Liga Árabe                     | Ben-Hur                                               | 1959                                                  | Banido pela representação da atriz israelense Haya Harareet. |
| Liga Árabe                     | Exodus                                                | 1960                                                  | Banido na República Árabe Unida pelo suposto "apoio a Israel e ao sionismo". |
| Liga Árabe                     | Wonder Woman                                          | 2017                                                  | Banido no Líbano pela representação da atriz Gal Gadot, que já serviu ao exército israelense, levando a uma campanha contra ela e o produtor em todo Oriente Médio envolvendo seu nome. |
| Líbano                         | Da Vinci Code                                         | 2006                                                  | Banido por "conteúdo blasfemo". |
| Líbano                         | Persépolis                                            | 2007                                                  | Banido em seu lançamento inicial por ser considerado "ofensivo ao Irã e ao islã". Após protestos da classe artistíca o filme foi liberado. |
| Líbano                         | Waltz with Bashir                                     | 2008                                                  | Banido por retratar uma época obscura e violenta da história do Líbano. A proibição foi revogada após grandes protestos, principalmente de internautas. Foi relaçado em janeiro de 2009 e até hoje é exibido em vagas ocasiões. |
| Líbano                         | Justice League                                        | 2017                                                  | Banido por ser protagonizado por Gal Gadot, atriz que serviu ao exército israelense. |
| México                         | The Last Temptation of Christ                         | 1987                                                  | Banido por "conteúdo blasfemo". |
| Myanmar                        | The Simpsons Movie                                    | 2007                                                  | Banido por "justaposição da cor amarela" que é usada por grupos rebeldes, |
| Myanmar                        | Rambo                                                 | 2008                                                  | Banido pela imagem negativa apresentada dos birmaneses. |
| Nova Zelândia                  | Salò, or the 120 Days of Sodom                        | 1975-1992                                             | Banido por violência, sexualidade e escatologia extrema. Foi liberado anos depois. |
| Nova Zelândia                  | Tarzoon: Shame of the Jungle                          | 1976                                                  | Banido por ser "contrário a decência pública e indesejável". Esta proibido até hoje. |
| Nova Zelândia                  | Cannibal Holocaust                                    | 1980; 2006                                            | Banido por sua extrema violência e por mostrar cenas reais de mortes de animais. Houve uma tentativa que libera-lo em 2006, mas foi recusada. |
| Nova Zelândia                  | Mad Max                                               | 1979                                                  | Banido em seu lançamento nos cinemas por extrema violência. Foi liberado para venda em VHS a partir de 1981. |
| Nova Zelândia                  | Puni Puni Poemy                                       | 2004                                                  | Banido com a premissa de que "tende a promover e apoiar a exploração de crianças e jovens para fins sexuais e, em menor medida, o uso de coerção sexual para obrigar as pessoas a se submeterem à conduta sexual" e pela violência de alto impacto. |
| Nova Zelândia                  | Vase de Noces                                         | 2005                                                  | Banido por "promover e apoiar a bestialidade". Proibido até hoje no país. |
| Nova Zelândia                  | Hostel: Part II                                       | 2007-2008                                             | Banido por uma cena que "mistura o ato de extrema violência com gratificação sexual". A Sony Pictures (distribuidora do filme) recusou-se a remover a cena e o filme foi proibido até janeiro de 2008, quando a produtora finalmente decidiu censurar a cena na Nova Zelândia. |
| Nova Zelândia                  | I Spit on Your Grave                                  | 2010                                                  | Banido "por tender a promover e apoiar o uso da violência para obrigar qualquer pessoa a se submeter à conduta sexual". |
| Nova Zelândia                  | Ikki Tousen                                           | 2010                                                  | Banido com a premissa de que "promovia a exploração sexual infantil". Pelo repúdio no país, a produtora e distribuidora Madman Entertainment decidiu não lançar o resto da série no país. |
| Nova Zelândia                  | Megan Is Missing                                      | 2011                                                  | Banido por sua violência sexual envolvendo adolescentes. |
| Nova Zelândia                  | The Human Centipede 2                                 | 2011                                                  | Banido por extrema violência, sexo e escatologias. |
| Nova Zelândia                  | A Serbian Film                                        | 2012                                                  | Banido por "conteúdo questionável", já que o filme mostra violência, estupros, sadomasoquismo, necrofilia e pedofilia. |
| Nova Zelândia                  | Maniac                                                | 2012                                                  | Banido no dia da estreia e proibido em distribuição comercial. Foi considerado como "o convite tácito para desfrutar de um comportamento cruel e violento por meio de sua representação em primeira pessoa e embalagem como entretenimento pode levar a uma erosão da empatia para alguns telespectadores". |
| Nova Zelândia                  | I Spit on Your Grave 2                                | 2013                                                  | Banido por extrema violência e por suspostamente poder "influenciar crimes sexuais". |
| Nova Zelândia                  | High School DxD                                       | 2014                                                  | Banido por "promover a sexualidade infantil". |
| Nova Zelândia                  | Cat Sick Blues                                        | 2016                                                  | Banido por cena onde mulher é morta durante sexo oral. |
| Nigéria                        | District 9                                            | 2009                                                  | Banido acusações de xenofobia e racismo contra nigerianos. |
| Paquistão                      | The Blood of Hussain                                  | 1980                                                  | Banido por representar um golpe de estado fictício sob perpectiva favorável. |
| Paquistão                      | Da Vinci Code                                         | 2006                                                  | Banido por "conteúdo blasfemo". |
| Paquistão                      | Agent Vinod                                           | 2012                                                  | Banido por referências negativas a Inter-Services Intelligence, serviço de inteligência do Paquistão. |
| Paquistão                      | Maalik                                                | 2016                                                  | Banido pelo governo do Paquistão. |
| Paquistão                      | Sarbjit                                               | 2016                                                  | Banido por "conteúdo blasfemo". |
| Paraguai                       | The Great Dictator                                    | 1940                                                  | Banido durante o regime de Higinio Morínigo. |
| Paraguai                       | Sacco & Vanzetti                                      | 1971                                                  | Banido durante o regime de Alfredo Stroessner por "encorajar o comunismo". |
| Paraguai                       | The Deer Hunter                                       | 1979                                                  | Banido durante o regime de Alfredo Stroessner por suposto "perigo em ser mal interpretado". |
| Países Baixos                  | Scram!                                                | 1932                                                  | Banido por indecência, já que há uma cena onde dois homens se sentam numa cama com uma mulher a qual nenhum dos dois era casado. A proibição não esta mais em vigor. |
| Países Baixos                  | Maladolescenza                                        | 2010                                                  | Banido após um tribunal de Alkmaar que acusou o filme de "pornografia infantil". Ainda é proibido no país. |
| Polónia                        | All Quiet on the Western Front                        | 1930                                                  | Banido por ser considerado "pró-alemão" em época de tensões entre a Alemanha e a Polônia. Ironicamente o filme foi proibido na Alemanha por ser considerado "anti-alemão". |
| Polónia                        | The Wind of Lest                                      | 1945                                                  | Banido pelo "sentimento anti-polonês" do filme e distorções históricas da invasão soviética na Polônia. |
| Polónia                        | Australia Marches with Britain                        | 1946                                                  | Banido sem motivos claros. |
| Polónia                        | Men of Timor                                          | 1946                                                  | Banido sem motivos claros. |
| Polónia                        | Ręce do góry                                          | 1967-1985                                             | Banido por mostrar o regime stalinista na União Soviética sob perspectiva positiva. |
| Polónia                        | Diabel                                                | 1972                                                  | Banido pelo regime comunista por tema político anti-guerra. |
| Polónia                        | Opowieść o człowieku, który wykonał 552% normy        | 1973-1981                                             | Banido por mostrar o regime stalinista na União Soviética sob perspectiva positiva. Foi liberado após a morte do diretor Wojciech Wiszniewski em 1981. |
| Polónia                        | Wanda Gościmska. Włókniarka                           | 1975-1981                                             | Banido por mostrar o regime stalinista da União Soviética sob perspectiva positiva. Foi liberado após a morte do diretor Wojciech Wiszniewski |
| Polónia                        | The Calm                                              | 1976-1980                                             | Banido por contar a história de uma greve que poderia influenciar o povo. Foi liberado em 1980 e exibido na televisão polonesa. Recebeu o prêmio no Festival de Cinema da Polônia. |
| Polónia                        | Elementarz                                            | 1976-1980                                             | Banido por mostrar o regime stalinista da União Soviética sob perspectiva positiva. Foi liberado após a morte do diretor Wojciench Wiszniewski em 1981. |
| Polónia                        | Indeks. Życie i twórczość Józefa M.                   | 1977-1981                                             | Banido por retratar os Protestos de 1968. |
| Polónia                        | Byl Jazz                                              | 1981                                                  | Banido pelo regime comunista. |
| Polónia                        | Człowiek z żelaza                                     | 1981                                                  | Banido por criticar o regime comunista e por ser simpático ao grupo sindical Solidarność. |
| Polónia                        | Fever                                                 | 1981                                                  | Banido pela extrema violência ao retratar a ocupação soviética na Polônia. |
| Polónia                        | Jak żyć                                               | 1981                                                  | Banido pelo regime comunista. |
| Polónia                        | A Lonely Woman                                        | 1981                                                  | Banido pelo regime comunista por criticar ao governo. |
| Polónia                        | The War of the Worlds: Next Century                   | 1981-1983                                             | Banido por mostrar uma sociedade futurista com paralelos a situação política na Polônia. |
| Polónia                        | Wahadełko                                             | 1981-1984                                             | Banido por ser retratado na época stalinista. |
| Polónia                        | Shivers                                               | 1981-1984                                             | Banido por contar a história de um jovem num campo de concentração. |
| Polónia                        | Wielki bieg                                           | 1981-1987                                             | Banido por criticar o governo comunista. |
| Polónia                        | Blind Chance                                          | 1981-1987                                             | Banido por mostrar uma realidade alternativa onde o comunismo é derrubado no país. |
| Polónia                        | A Lonely Woman                                        | 1981-1988                                             | Banido por criticar o regime comunista. |
| Polónia                        | The Mother of Kings                                   | 1982-1987                                             | Banido por criticar o regime comunista. |
| Polónia                        | Interrogation                                         | 1982-1989                                             | Banido por criticar o comunismo. |
| Polónia                        | Niedzielne igraszki                                   | 1983-1988                                             | Banido por criticar o regime comunista. |
| Portugal                       | Catch-22                                              | 1970                                                  | Banido por satirizar o militarismo durante o regime de Marcello Caetano e por conter uma cena onde uma pessoa nua esta sentada numa árvore. |
| Portugal                       | Last Tango in Paris                                   | 1972-1974                                             | Banido por extremo conteúdo sexual. |
| Reino Unido                    | Lista de filme banidos no Reino Unido                 | Lista de filme banidos no Reino Unido                 | Lista de filme banidos no Reino Unido |
| Roménia                        | Carnival Scenes                                       | 1981-1990                                             | Banido por ordem pessoal do ditador Nicolae Ceaușescu por "conteúdo violento". |
| Roménia                        | Saw IV                                                | 2008                                                  | Banido em seu lançamento inicial. Foi liberado como "exclusivo para adultos". |
| Roménia                        | Milk                                                  | 2009                                                  | Banido em seu lançamento inicial. Foi liberado como "exclusivo para adultos". |
| Roménia                        | Nymphomaniac                                          | 2014                                                  | Banido em seu lançamento inicial por "conteúdo indecente". Foi liberado após protestos nas redes sociais e reclassificado como "exclusivo para adultos". |
| Rússia                         | Gone with the Wind                                    | 1939-1990                                             | Banido por razões desconhecidas. |
| Rússia                         | Andrey Rublev                                         | 1966                                                  | Banido por suas mensagens de liberdade artística, religiosa, política e autodidata. Foi proibido em sua exibição e distribuição comercial. |
| Rússia                         | Korotkie vstrechi                                     | 1968                                                  | Banido pelo regime comunista soviético. |
| Rússia                         | Dolgie Provody                                        | 1971                                                  | Banido pelo regime comunista soviético por sua visão negativa da relação mãe-filho. |
| Rússia                         | The Godfather                                         | 1972                                                  | Banido pelo regime comunista por "romantizar o mundo do crime". |
| Rússia                         | Star Wars: Episode IV - A New Hope                    | 1977-1990                                             | Banido pelo regime comunista, já que pensava-se que o Império Galático fazia alusão a União Soviética. Foi liberado em 1990 durante a transição. |
| Rússia                         | Star Wars: Episode V - The Empire Strickes Back       | 1980-1990                                             | Banido pelo regime comunista, já que pensava-se que o Império Galático fazia alusão a União Soviética. Foi liberado em 1990 durante a transição. |
| Rússia                         | Star Wars: Episode VI - Return of the Jedi            | 1983-1990                                             | Banido pelo regime comunista, já que pensava-se que o Império Galático fazia alusão a União Soviética. Foi liberado em 1990 durante a transição. |
| Rússia                         | Repentance                                            | 1984                                                  | Banido por alegoria anti-stalinista. |
| Rússia                         | Borat                                                 | 2008                                                  | Banido por conteúdo ofensivo. |
| Rússia                         | The Interview                                         | 2014                                                  | Banido para evitar tensões com a Coreia do Norte. |
| Rússia                         | The Death of Stalin                                   | 2018                                                  | Banido pelo Ministério da Cultura por "ofensivo e extremista". |
| Rússia                         | Jojo Rabbit                                           | 2019                                                  | Banido por razões desconhecidas. Possivelmente por comentários negativos em referência aos russos. |
| Samoa                          | Da Vinci Code                                         | 2006                                                  | Banido por pressões da Igreja no país. |
| Samoa                          | The Cell 2                                            | 2009                                                  | Banido pelo conteúdo violento. |
| Samoa                          | Milk                                                  | 2009                                                  | Banido por estar "contra o cristianismo e a cultura samoana" principalmente por cenas de sexo homossexual presentes no filme. |
| Samoa                          | Van Wilder: Freshman Year, do National Lampoon        | 2009                                                  | Banido pelo governo samoano. |
| Samoa                          | Rocketman                                             | 2019                                                  | Banido por cenas de sexo gay. |
| Senegal                        | Ceddo                                                 | 1977                                                  | Banido de forma oficial por "representar conflitos entre a fé cristã e muçulmana contra crenças tradicionais". De acordo com o The New York Times, o filme foi proibido por confrontos entre o governo senegalês com o diretor Ousmane Sembène, que publicou o filme como "Ceddo" e o governo distribuiu como "Cedo" e não aceitava a mudança da escrita. |
| Senegal                        | Campo Thiaroye                                        | 1977                                                  | Banido por criticar a era colonial. |
| Ilhas Salomão                  | Da Vinci Code                                         | 2006                                                  | Banido por ordem pessoal do primeiro-ministro Manasseh Sogavare, que afirmou que "o filme mina as raízes cristãs das Ilhas Salomão". |
| Sri Lanka                      | Salò o le 120 giornate di Sodoma                      | 1975                                                  | Banido devido a nudez, sexo explícito e violência gráfica. |
| Sri Lanka                      | Aksharaya                                             | 2006                                                  | Banido por abordar temas como incesto, assassinato e estupro. |
| Suécia                         | I Am Curious (Yellow)                                 | 1969                                                  | Banido por cenas de sexo e nudez, mas após um processo judicial feito por seu diretor foi liberado. |
| Suécia                         | The Texas Chain Saw Massacre                          | 1974-2001                                             | Banido por cenas de extrema violência e crueldade. Foi liberado em 2001. |
| Suécia                         | Mad Max                                               | 1981                                                  | Banido por extrema violência. |
| Suécia                         | Hell of the Living Dead                               | 1983                                                  | Banido em seu lançamento inicial, mas distribuido nos anos 2000 por DVD. |
| Suécia                         | Tenebrae                                              | 1984-2005                                             | Banido por sua extrema violência e temas delicados. Foi relançado em DVD em versão censurada. |
| Suécia                         | The Return of the Living Dead                         | 1985                                                  | Banido por razões desconhecidos. As primeiras cópias, no entanto, foram distribuídas em DVD. |
| Suécia                         | Texas Chainsaw Massacre: The Next Generation          | 1997                                                  | Banido por cenas de extrema violência. Foi relançado em blu-ray e DVD nos anos 2000. |
| Suíça                          | Paths of Glory                                        | 1957-1970                                             | Banido por criticas ao exército francês durante a Primeira Guerra Mundial. |
| Suíça                          | Rondó                                                 | 1968-1975                                             | Banido por seu olhar critico sobre o sistema plenipotenciário suíço em relação ao encarceramento. |
| Tajiquistão                    | The Dictator                                          | 2012                                                  | Banido por subversividade. |
| Tanzânia                       | The Route                                             | 2014                                                  | Banido por cenas de nudez e violência que poderiam "afetar a cultura tanzaniana". |
| Taiwan                         | Boat People                                           | 1982                                                  | Banido por ser gravado em Hainan, ilha da RPC. |
| Tailândia                      | The King and I                                        | 1956                                                  | Banido por ser "desrespeitoso" ao rei da Tailândia. |
| Tailândia                      | Brokedown Palace                                      | 1999                                                  | Banido por evidenciar um "lado obscuro" da Tailândia, demonstrando-a como um ponto para o narcotráfico. |
| Tailândia                      | Anna and the King                                     | 1999                                                  | Banido por ser "desrespeitoso" ao rei da Tailândia. |
| Tailândia                      | All the Boys Love Mandy Lane                          | 2006                                                  | Banido por sua extrema violência. |
| Tailândia                      | Halloween                                             | 2007                                                  | Banido por extrema violência. |
| Tailândia                      | Frontier(s)                                           | 2008                                                  | Banido por extrema violência. |
| Tailândia                      | Funny Games                                           | 2008                                                  | Banido por extrema violência. |
| Tailândia                      | Zack and Miri Make a Porno                            | 2009                                                  | Banido por ordem do Ministério da Cultura por extrema violência. |
| Tailândia                      | Saw VI                                                | 2010                                                  | Banido após protestos em 2010. |
| Trinidad e Tobago              | Zack and Miri Make a Porno                            | 2008                                                  | Banido por medo a que adolescentes imitassem as cenas de sexo presentes no filme. |
| Turquia                        | Bir Çirkin Adam                                       |                                                       | Banido por revelações das condições sociais do país. |
| Turquia                        | Yorgun Savaşçı                                        | 1979                                                  | Banido por lançar questionamentos sobre o legado de Mustafá Kemal na história turca. |
| Turquia                        | The Last Temptation of Christ                         | 1987                                                  | Banido por "conteúdo blasfemo". |
| Turquia                        | Su da Yanar                                           | 1987                                                  | Banido por basear-se em textos do dramaturgo socialista Nâzım Hikmet. |
| Turquia                        | Cuties                                                | 2020                                                  | Banido por imagens que promovem a sexualização de menores. |
| Uganda                         | Todos                                                 | 1972-1979                                             | O cinema e os filmes foram proibidos durante o regime de Idi Amin, por serem consideradas na época como "propaganda imperialista". |
| Uganda                         | The Wolf of Wall Street                               | 2014                                                  | Banido por cenas violentas, sexuais e de baixo calão. |
| Ucrânia                        | Hostel                                                | 2005                                                  | Banido por representar o leste europeu como um centro de violência. Ter posse particular do filme, no entanto, é legal. |
| Ucrânia                        | Land of the Dead                                      | 2006                                                  | Banido por extrema violência. Há uma cena em especial onde pessoas são obrigadas a comer carne humana em Kharvik durante um ataque alemão. |
| Ucrânia                        | Hostel: Part II                                       | 2007                                                  | Banido por extrema violência e por representar o leste europeu de forma negativa. Ter posse particular do filme é legal. |
| Ucrânia                        | Brüno                                                 | 2009                                                  | Banido pelo tema central ser homossexualidade. |
| Ucrânia                        | Saw VI                                                | 2009                                                  | Banido pela extrema violência e tortura. O restante da série esta liberada para distribuição. |
| Ucrânia                        | Meu iz budushchego 2                                  |                                                       | Banido no país. |
| Ucrânia                        | Evil Dead                                             | 2013                                                  | Banido por extrema violência e sanguinolência. |
| Ucrânia                        | Hunter Killer                                         | 2018                                                  | Banido por demonstrar "a força do exército russo", país rival da Ucrânia. |
| Emirados Árabes Unidos         | Lamhaa                                                | 2010                                                  | Banido por "conteúdo questionável". |
| Emirados Árabes Unidos         | Noé                                                   | 2014                                                  | Banido por representar profetas. |
| Emirados Árabes Unidos         | Fifty Shades of Grey                                  | 2015                                                  | Banido por extremo conteúdo sexual. |
| Venezuela                      | Last Tango in Paris                                   | 1972                                                  | Banido por extremo conteúdo sexual sob ordem direta do então presidente Rafael Caldera. |
| Venezuela                      | Ledezma, el caso mamera                               | 1981                                                  | Banido por expor crimes e sistemas de corrupção presentes no governo. |
| Venezuela                      | El Inca                                               | 2016                                                  | Banido após ação judicial do boxeador Edwin Valero, a quem o filme se dedica. Foi retirado de circulação até os dias atuais. |
| Venezuela                      | Infection                                             | 2019                                                  | Banido por representar o chavismo sob perspectiva negativa. Foi feita uma luta judicial contra o governo para o exibir nos circuitos comerciais venezuelanos, mas a justiça deu razão ao governo. O diretor Flavio Pedota vive no exílio desde então. |
| Venezuela                      | Chavismo: The Plague of the 21st Century              | 2019                                                  | Banido nos circuitos comerciais e de ser exibido em universidades por "incitar o ódio". |
| Vietname                       | Cyclo                                                 | 1995                                                  | Banido por ser "ocidentalizado" e por representar a pobreza urbana no país. |
| Vietname                       | Green Dragon                                          | 2002                                                  | Banido. |
| Vietname                       | We Were Soldiers                                      | 2002                                                  | Banido. |
| Vietname                       | Sex and the City 2                                    | 2010                                                  | Banido por conflitos de "valores culturais". |
| Vietname                       | The Hunger Games                                      | 2012                                                  | Banido por extrema violência e assassinato. |
| Vietname                       | The Girl with the Dragon Tattoo                       | 2012                                                  | Banido porque a distribuidora local se negou a cortar certas cenas que poderiam causar polêmica. |
| Vietname                       | Abominable                                            | 2019                                                  | Banido por cenas onde o mapa da linha de nove traços e mostrando algumas ilhas como parte da China ao invés do Vietnã. |
| Iugoslávia                     | La Grande Illusion                                    | 1937                                                  | Banido por sua mensagem pacifista. |
| Iugoslávia                     | Ciguli Miguli                                         | 1952-1977                                             | Banido durante o regime de Josip Broz Tito por satirizar a burocracia. Foi liberado em 1977. |
| Iugoslávia                     | WR: Mysteries of the Organism                         | 1971-1987                                             | Banido durante o regime de Josip Broz Tito. |
| Zimbabwe                       | Jock of the Bushveld                                  | 1986                                                  | Banido por propagar a ideologia do apartheid, numa época que o Zimbaué boicotava os produtos deste país e de tal sistema. |
| Zimbabwe                       | Labola                                                | 2010                                                  | Banido por mostrar o costume do labola, um "casamento" de forma imprópria e não-tradicional. |
| Zimbabwe                       | Kumasowe                                              | 2014                                                  | Banido por apresentar conflitos entre seitas apostólicas e a polícia local. |
| Zimbabwe                       | Fifty Shades of Grey                                  | 2015                                                  | Banido por cenas eróticas e de sexo explícito. Foi liberado pouco tempo depois após uma versão editada. |

## Referência
1. ↑  «Appendix 2 Some of the Restrictions Imposed by the Taliban on Women in Afghanistan». University of Toronto Press. 31 de dezembro de 2005: 108–111. ISBN 978-1-4426-2734-5. Consultado em 7 de agosto de 2021
2. ↑  Stuchi, Raquel Franco. «Linguagem oral em crianças com cinco anos de uso do implante coclear». Consultado em 7 de agosto de 2021
3. ↑  Reddy, L. R. (2002). Inside Afghanistan : end of the Taliban era?. New Delhi: APH. OCLC 48978523
4. ↑  Green, Jonathon (2005). Encyclopedia of censorship. Nicholas J. Karolides New ed. ed. New York: Facts On File. OCLC 241302158
5. 1 2 3 4 5 6  Censorship : a world encyclopedia. Volume 1-4. Derek Jones. Abingdon: [s.n.] 2015. OCLC 910523065
6. 1 2  BICKFORD-SMITH, VIVIAN; MENDELSOHN, RICHARD (maio de 2003). «Film and History Studies in South Africa Revisited: Representing the African Past on Screen». South African Historical Journal (1): 1–9. ISSN 0258-2473. doi:10.1080/02582470308671919. Consultado em 7 de agosto de 2021
7. 1 2  «The Kubrick Site: Censorship of Kubrick's Films in South Africa». www.visual-memory.co.uk. Consultado em 7 de agosto de 2021
8. ↑  Stoned, I. M. (2009). Weed : 420 things you didn't know or remember about cannabis. Avon, Mass.: Adams Media. OCLC 598418466
9. 1 2  «Drawing up a Shortlist». Palgrave Macmillan. ISBN 978-1-137-41294-2. Consultado em 7 de agosto de 2021
10. ↑  Doherty, L. Anne Clark (fevereiro de 2000). Leventhal, Albert Rice (1907-1976), publisher, reporter, and author. Col: American National Biography Online. [S.l.]: Oxford University Press
11. ↑  «south-african-outlook-vol110-no1307-may-1980-distribution-banned-in-south-africa». Human Rights Documents online. Consultado em 7 de agosto de 2021
12. ↑  «Erstes Gesetz zur Änderung des Gesetzes zur Errichtung einer Stiftung "Deutsches Historisches Museum"». Bundesgesetzblatt: 784–785. 14 de junho de 2010. doi:10.7328/bgbl_2010_0000204_h32. Consultado em 8 de agosto de 2021
13. ↑  «All Quiet on the Western Front (1930)». Oxford, UK: Wiley-Blackwell: 63–75. ISBN 978-1-4443-1510-3. Consultado em 8 de agosto de 2021
14. 1 2 3 4 5  Reimer, Robert C. (2010). The A to Z of German cinema. Carol J. Reimer, Robert C. Reimer. Lanham, Md.: Scarecrow Press. OCLC 836848781
15. ↑  «Volume 1933 - Issue 3414 (1933-01-11)». The North China Herald Online. Consultado em 8 de agosto de 2021
16. 1 2  «fdata-03-00024.pdf». dx.doi.org. Consultado em 8 de agosto de 2021
17. 1 2  Interwar Vienna : culture between tradition and modernity. Deborah Holmes, Lisa Silverman. Rochester, N.Y.: Camden House. 2009. OCLC 670430652
18. ↑  Leslie, Esther (2002). Hollywood flatlands : animation, critical theory and the avant-garde. London: Verso. OCLC 46420161
19. ↑  Zeydabadi-Nejad, Saeed (2016). «Watching the Forbidden: Reception of Banned Films in Iran». London: Palgrave Macmillan UK: 99–113. ISBN 978-1-137-52938-1. Consultado em 8 de agosto de 2021
20. 1 2 3 4 5  Dixon, Wheeler W. (2008). A short history of film. Gwendolyn Audrey Foster. New Brunswick, N.J.: [s.n.] OCLC 276170255
21. ↑  Florman, Samuel C. (1 de janeiro de 2016). «Harvard and Engineering Education». Mechanical Engineering (01): 42–45. ISSN 0025-6501. doi:10.1115/1.2016-jan-3. Consultado em 8 de agosto de 2021
22. ↑  Zhu, Feng (dezembro de 2015). «Deutsches Filminstitut – DIF e.V./Deutsches Filmmuseum, Frankfurt am Main (ed.) (2015), Films and Games: Interactions, Berlin: Bertz + Fischer Verlag. 256pp.». Film-Philosophy (1). ISSN 1466-4615. doi:10.3366/film.2015.0063. Consultado em 8 de agosto de 2021
23. ↑  «CME Questions». AAP Grand Rounds (1): 11–12. 1 de julho de 1999. ISSN 1099-6605. doi:10.1542/gr.2-1-11. Consultado em 8 de agosto de 2021
24. 1 2  Fischetti, Renate; Kosta, Barbara; Reimer, Robert C.; Reimer, Carol J.; Hake, Sabine; Corrigan, Timothy (1998). «German Cinema». The German Quarterly (2). 179 páginas. ISSN 0016-8831. doi:10.2307/407874. Consultado em 8 de agosto de 2021
25. ↑  «Gestapo in America». Duke University Press. 2011: 27–55. ISBN 978-0-8223-4993-8. Consultado em 8 de agosto de 2021
26. ↑  Shaw, Dan (30 de setembro de 2019). «Lockean Liberalism and Mr. Smith Goes to Washington». Edinburgh University Press: 140–150. ISBN 978-1-4744-5570-1. Consultado em 8 de agosto de 2021
27. ↑  Hocevar, Robin (25 de agosto de 2016). «Treatment Beyond Progression». Oncology Times (16): 11–12. ISSN 0276-2234. doi:10.1097/01.cot.0000493057.26194.c5. Consultado em 8 de agosto de 2021
28. ↑  Kreimeier, Klaus (1999). The Ufa story : a history of Germany's greatest film company, 1918-1945. Berkeley, Calif.: University of California Press. OCLC 40776781
29. ↑  Schwartz, Daniel B. (26 de fevereiro de 2012). «Ex-Jew, Eternal Jew». Princeton University Press. ISBN 978-0-691-14291-3. Consultado em 8 de agosto de 2021
30. ↑  Embree, George D. (1963). «N. S. Khrushchov's Replies to Questions from Hans Kempski, correspondent of the West German newspaper Süddeutsche Zeitung (December 15, 1958)». Dordrecht: Springer Netherlands: 66–74. ISBN 978-94-015-1619-8. Consultado em 8 de agosto de 2021
31. ↑  Kötzing, Andreas (2013). «Provozierte Konflikte». Wiesbaden: Springer Fachmedien Wiesbaden: 369–384. ISBN 978-3-531-18493-7. Consultado em 8 de agosto de 2021
32. ↑  «Inclusion Exclusion Criterion Original Result». Qeios. Definitions. 7 de fevereiro de 2020. Consultado em 8 de agosto de 2021
33. ↑  Becker, Roman; Daschmann, Gregor (2016). «Das Fan-Prinzip». Wiesbaden: Springer Fachmedien Wiesbaden: 107–180. ISBN 978-3-658-12202-7. Consultado em 8 de agosto de 2021
34. ↑  DEFA : East German cinema, 1946-1992. Seán. Allan, John, January 1- Sandford. New York: Berghahn Books. 1999. OCLC 37688397
35. ↑  «Figure 4: Distribution of major Alonella clades (both original and sequences retrieved from NCBI GenBank).». dx.doi.org. Consultado em 8 de agosto de 2021
36. ↑  von Locquenghien, Dirk (11 de outubro de 2010). «Schulterschluss: Neues bundesweit einzigartiges Gemeinschaftsprojekt „CE-coach" von Wirtschaft, Hochschulen und Politik zur Verbesserung der Kenntnisse über die CE-Kennzeichnung ist online gegangen». sicher ist sicher (10). ISSN 2199-7349. doi:10.37307/j.2199-7349.2010.10.12. Consultado em 8 de agosto de 2021
37. ↑  Ezra, Michael (outubro de 2015). Frazier, Joe (12 January 1944–07 November 2011). Col: American National Biography Online. [S.l.]: Oxford University Press
38. ↑  Osorio, Balthazar. (1905). Uma nova lista de crustaceos africanos / por Balthazar Osorio. Lisboa :: Typ. da Academia Real das Sciencias,
39. ↑  Sterritt, David (1999). The films of Jean-Luc Godard : seeing the invisible. Cambridge, U.K.: Cambridge University Press. OCLC 40632411
40. ↑  «The Films». Published in 1998 by I.B.Tauris & Co Ltd. 1998. ISBN 978-0-7556-0476-0. Consultado em 9 de agosto de 2021
41. ↑  «The Last Temptation of Christ (1988) andThe Passion of the Christ (2004)». Oxford, UK: Wiley-Blackwell: 138–156. ISBN 978-1-4443-1055-9. Consultado em 9 de agosto de 2021
42. ↑  «Glossary of Film Terms». Oxford, UK: Wiley-Blackwell. 9 de março de 2009: 226–231. ISBN 978-1-4443-0479-4. Consultado em 9 de agosto de 2021
43. 1 2  «11. The Harry Potter Dissent». Stanford University Press. 31 de dezembro de 2020: 99–104. ISBN 978-1-5036-1247-1. Consultado em 9 de agosto de 2021
44. 1 2  «01 Live animals: United Kingdom». dx.doi.org. 12 de julho de 2016. Consultado em 9 de agosto de 2021
45. 1 2  Zeydabadi-Nejad, Saeed (2016). «Watching the Forbidden: Reception of Banned Films in Iran». London: Palgrave Macmillan UK: 99–113. ISBN 978-1-137-52938-1. Consultado em 9 de agosto de 2021
46. ↑  Jensen, Per Anker (3 de agosto de 2015). «Best papers from the CIB Facilities Management Conference 2014». Facilities (11/12). ISSN 0263-2772. doi:10.1108/f-06-2015-0042. Consultado em 9 de agosto de 2021
47. ↑  Mayor, S. (18 de janeiro de 2003). «UK doctors warned after ricin poison found in police raid». BMJ (7381): 126–126. ISSN 0959-8138. doi:10.1136/bmj.326.7381.126. Consultado em 9 de agosto de 2021
48. ↑  «Full Issue in PDF / Numéro complet enform PDF». Journal of the Canadian Health Libraries Association (2): 43–131. Agosto de 2011. ISSN 1708-6892. doi:10.5596/jchla3202fi. Consultado em 9 de agosto de 2021
49. ↑  «Unit five: 'Crikey, that's a hard one!'». Routledge. 2 de agosto de 2005: 71–81. ISBN 978-0-203-98456-7. Consultado em 9 de agosto de 2021
50. ↑  «Back Crawl». Back Crawl. 2020. doi:10.5040/9781350970380. Consultado em 9 de agosto de 2021
51. ↑  «What Can I Do to Customize My Twitter Profile?». Indianapolis, IN, USA: Wiley Publishing, Inc. 20 de outubro de 2011: 14–31. ISBN 978-1-118-25779-1. Consultado em 9 de agosto de 2021
52. 1 2  CHEN, YUNXI (20 de novembro de 2017). «Estimation of Stock Price: A Case Study of JB Hi-Fi Limited». DEStech Transactions on Social Science, Education and Human Science (msie). ISSN 2475-0042. doi:10.12783/dtssehs/msie2017/15424. Consultado em 9 de agosto de 2021
53. ↑  Trumpbour, John (2007). Selling Hollywood to the world : U.S. and European struggles for mastery of the global film industry, 1920-1950. Cambridge: Cambridge University Press. OCLC 440820846
54. ↑  «Nominatien in Amsterdam uitgebragt door de eerwaarde predikanten en ouderlingen op den 15. november, 1796 en door de broederen diaconen op den 22 november 1796. Uit welke nominatien, door de eerw. Groote Kerkenraad, op dinsdag den 29 november 1796 de hier na te meldene drietallen zĳn gemaakt, en ten zelven dage daar uit beroepen, de daar navolgende predikanten». Dutch Pamphlets Online. Consultado em 9 de agosto de 2021
55. ↑  «Filmes que foram censurados no Brasil». CineClick. Consultado em 9 de agosto de 2021
56. 1 2  Azevedo, Fabiano Cataldo (24 de junho de 2021). «O Silêncio dos Livros Censurados pela Ditadura Militar: uma abordagem a partir da perspectiva do Patrimônio Bibliográfico». Revista Conhecimento em Ação (1): 159–186. ISSN 2525-7935. doi:10.47681/rca.v6i1.43588. Consultado em 9 de agosto de 2021
57. ↑  Brazilian Road Movie : Journeys of (Self) Discovery. Sara Brandellero. Cardiff, UK: University of Wales Press. 2013. OCLC 854708652
58. ↑  Reis, Ana Flávia; Brante, Glauber; Parisotto, Rafaela; Souza, Richard D.; Klaine, Paulo H. V.; Battistella, João Pedro; Imran, Muhammad A. (julho de 2020). «Energy efficiency analysis of Drone Small Cells positioning based on reinforcement learning». Internet Technology Letters (5). ISSN 2476-1508. doi:10.1002/itl2.166. Consultado em 9 de agosto de 2021
59. ↑  «'Pra frente Brasil', a polêmica do cinema de 1982». Arquivo Estado. Consultado em 9 de agosto de 2021
60. ↑  Pellegrini Grinover, Ada (1 de dezembro de 2000). «O código modelo de processo penal para Ibero-América 10 anos depois». Derecho PUCP (53): 949–959. ISSN 2305-2546. doi:10.18800/derechopucp.200001.030. Consultado em 9 de agosto de 2021
61. ↑  «Documentário polêmico sobre a Globo completa dez anos - Cultura». Estadão. Consultado em 9 de agosto de 2021
62. ↑  «NETWATCH: Botany's Wayback Machine». Science (5831): 1547d–1547d. 15 de junho de 2007. ISSN 0036-8075. doi:10.1126/science.316.5831.1547d. Consultado em 9 de agosto de 2021
63. ↑  «VII Festival Internacional de Cinema Fantástico de Porto Alegre - FANTASPOA». www.fantaspoa.com. Consultado em 9 de agosto de 2021
64. ↑  «Censurado na Europa, filme com pedofilia está em festival no Rio - 18/07/2011 - Ilustrada». Folha de S.Paulo. Consultado em 9 de agosto de 2021
65. ↑  «Juiz libera exibição de "A Serbian Film"». UOL Notícias. Consultado em 9 de agosto de 2021
66. ↑  «Kingsman banned in Cambodia over 'negative portrayal'». BBC News (em inglês). 12 de outubro de 2017. Consultado em 9 de agosto de 2021
67. ↑  Chapman, Stephen (31 de dezembro de 2017). «PeakAL: Protons I Have Known and Loved, Too — Another Fifty Shades of Grey-Market Spectra». Consultado em 9 de agosto de 2021
68. ↑  Edwards, Mary (8 de agosto de 2019). «Fifty Shades of Grey». Routledge India: 217–231. ISBN 978-0-429-32857-2. Consultado em 9 de agosto de 2021
69. ↑  Arsenault, Amelia (31 de março de 2016). «CNN». Oxford University Press. Communication. ISBN 978-0-19-975684-1. Consultado em 9 de agosto de 2021
70. ↑  «Urban Development in Phnom Penh». 2017. doi:10.1596/28958. Consultado em 9 de agosto de 2021
71. 1 2  Consolaro, Alberto; Trevizan, Mariana (2017). «Cisto periodontal lateral não requer tratamento endodôntico, apenas cirúrgico!». Dental Press Endodontics (2): 9–14. ISSN 2358-2545. doi:10.14436/2358-2545.7.2.009-014.end. Consultado em 9 de agosto de 2021
72. ↑  «Gregory D. Black. <italic>Hollywood Censored: Morality Codes, Catholics, and the Movies</italic>. (Cambridge Studies in the History of Mass Communications.) New York: Cambridge University Press. 1994. Pp. x, 336. $27.95». The American Historical Review. Fevereiro de 1996. ISSN 1937-5239. doi:10.1086/ahr/101.1.252. Consultado em 9 de agosto de 2021
73. ↑  «TWO. An Ideology of Politics: Le Crime de M. Lange, La Vie est a nous, La Grande Illusion, La Regie du jeu». Princeton University Press. 31 de dezembro de 1986: 58–122. ISBN 978-1-4008-5473-8. Consultado em 9 de agosto de 2021
74. 1 2  Cohen, Karl F. (2013). Forbidden animation : censored cartoons and blacklisted animators in america. Jefferson: [s.n.] OCLC 895255437
75. ↑  «CBC Digital Archives - Take 30 - Take 30 examines film censorship». web.archive.org. 5 de novembro de 2012. Consultado em 9 de agosto de 2021
76. ↑  Casaccia, M.C.; Galli, O.C.; Macêdo, G.R.; Leitão, C. (30 de junho de 2011). «Análise do Desempenho de Fundos de Investimentos: Um Estudo em Ações Brasileiras no Período de Janeiro de 2004 a Agosto de 2009». Revista Organizações em Contexto (13): 1–30. ISSN 1982-8756. doi:10.15603/1982-8756/roc.v7n13p1-30. Consultado em 9 de agosto de 2021
77. ↑  Evans, Gary (1991). In the national interest : a chronicle of the National Film Board of Canada from 1949 to 1989. Toronto: University of Toronto Press. OCLC 666921713
78. ↑  Day, Moira (31 de janeiro de 1999). «11. The Classical Humanist: Jamie Portman at the Calgary Herald, 1959-1975, and the Southam News Service, 1975-1987». Toronto: University of Toronto Press. ISBN 978-1-4426-7462-2. Consultado em 9 de agosto de 2021
79. 1 2 3  Ramos-Oliveira, Thayanne Monteiro. «Avaliação in vitro do potencial do laser de CO2, associado ou não a produtos fluoretados, em inibir erosão em esmalte dental humano». Consultado em 9 de agosto de 2021
80. ↑  Mundstock Xavier de Carvalho, Miguel (23 de março de 2012). «Os fatores do desmatamento da Floresta com Araucária: agropecuária, lenha e indústria madeireira». Esboços - Revista do Programa de Pós-Graduação em História da UFSC (25). ISSN 2175-7976. doi:10.5007/2175-7976.2011v18n25p32. Consultado em 9 de agosto de 2021
81. ↑  Souza, Elden Borges; Pinheiro, Victor Sales (5 de junho de 2020). «PROTEÇÃO DOS PARTICULARES E CENSURA PRIVADA:  A JURISPRUDÊNCIA CONSTITUCIONAL SOBRE OS LIMITES À LIBERDADE DE EXPRESSÃO». Revista Eletrônica do Curso de Direito da UFSM (1): e37843. ISSN 1981-3694. doi:10.5902/1981369437843. Consultado em 9 de agosto de 2021
82. ↑  «The Vancouver Sun - Pesquisa no arquivo do Google Notícias». news.google.com. Consultado em 9 de agosto de 2021
83. ↑  Palmeira, Jenifer dos Santos. «As percepções de pais pela primeira vez na transição para a paternidade». Consultado em 9 de agosto de 2021
84. ↑  Rios, Denise Aparecida da Silva. «Revisão e otimização do sistema de proteção radiológica  de um acelerador de elétrons usado em cura de tintas e vernizes em filmes poliméricos». Consultado em 9 de agosto de 2021
85. ↑  Haiduc-Dale, Noah (16 de outubro de 2014). «Rejecting Sectarianism: Palestinian Christians' Role in Muslim–Christian Relations». Islam and Christian–Muslim Relations (1): 75–88. ISSN 0959-6410. doi:10.1080/09596410.2014.965001. Consultado em 9 de agosto de 2021
86. ↑  «Love Me Tonight». Love Me Tonight. 4 de novembro de 2004. doi:10.5040/9780571286294.00000003. Consultado em 9 de agosto de 2021
87. ↑  Kim, Eun Young; Yoo, So-Young; Kim, Ji Hye; Sung, Ki Woong (2008). «Pancreatic Metastasis in a Child Suffering with Treated Stage 4 Neuroblastoma». Korean Journal of Radiology (1). 84 páginas. ISSN 1229-6929. doi:10.3348/kjr.2008.9.1.84. Consultado em 9 de agosto de 2021
88. ↑  Lee, Sang-Kook; Lim, Dong-Jun; Kim, Sang-Dae (2011). «Supratentorial Cortical Ependymoma in a 21-Month-Old Boy». Journal of Korean Neurosurgical Society (3). 244 páginas. ISSN 2005-3711. doi:10.3340/jkns.2011.50.3.244. Consultado em 9 de agosto de 2021
89. ↑  DFTB, Team (31 de dezembro de 2016). «Looking back, Looking forward». Don't Forget The Bubbles. doi:10.31440/dftb.10967. Consultado em 9 de agosto de 2021
90. ↑  Bellano, Marco (13 de agosto de 2019). «Jiří Trnka». Boca Raton : CRC Press, 2019.: CRC Press: 23–38. ISBN 978-1-351-12227-6. Consultado em 9 de agosto de 2021
91. ↑  «Lessons for Global Business: What We Can Learn from the BRICS and Beyond». Hoboken, NJ, USA: John Wiley & Sons, Inc. 10 de outubro de 2015: 249–259. ISBN 978-1-119-20818-1. Consultado em 9 de agosto de 2021
92. 1 2  Buchar, Robert (2004). Czech new wave filmmakers in interviews. Jefferson, N.C.: McFarland. OCLC 52921739
93. ↑  Hyatt, Jonathan. «The Criterion of Quality: A Paratextual Analysis of the Criterion Collection in the Age of Digital Distribution». Consultado em 9 de agosto de 2021
94. ↑  Paetz, Burkhard, ed. (2013). «20 Herz». Stuttgart: Georg Thieme Verlag. ISBN 978-3-13-332922-4. Consultado em 9 de agosto de 2021
95. ↑  Pais, Ivana (2016). «Digital Labor and the Sharing Economy: An Interview with Ivana Pais (interviewed by Ivan Pavlyutkin )». Journal of Economic Sociology (3): 157–163. ISSN 1726-3247. doi:10.17323/1726-3247-2016-3-157-163. Consultado em 9 de agosto de 2021
96. ↑  Paszylk, Bartłomiej (2009). The pleasure and pain of cult horror films : an historical survey. Jefferson, N.C.: McFarland & Co. OCLC 431517446
97. ↑  Kobiako von Gamm, Iouri; Gulyaeva, Natalia (26 de novembro de 2015). «Russian Federation ('.ru' and '.рф')». Oxford University Press. ISBN 978-0-19-966316-3. Consultado em 10 de agosto de 2021
98. ↑  «Glocer, Thomas Henry, (born 8 Oct. 1959), Chief Executive Officer, Thomson Reuters (formerly Reuters Group plc), 2001–12». Oxford University Press. Who's Who. 1 de dezembro de 2007. Consultado em 10 de agosto de 2021
99. ↑  Pohly, Linda (2001). «Streisand, Barbra». Oxford University Press. Oxford Music Online. Consultado em 10 de agosto de 2021
100. ↑  FIELDING, MICHAEL (2017). «The Guardian Obituary». FORUM (1). 11 páginas. ISSN 0963-8253. doi:10.15730/forum.2017.59.1.11. Consultado em 10 de agosto de 2021
101. ↑  «OHBM 2006 Program list of posters». NeuroImage: 29–185. Janeiro de 2006. ISSN 1053-8119. doi:10.1016/j.neuroimage.2006.04.176. Consultado em 10 de agosto de 2021
102. ↑  «Inclusion Exclusion Criterion Original Result». Qeios. Definitions. 7 de fevereiro de 2020. Consultado em 10 de agosto de 2021
103. ↑  Ricciardi, Alessia (30 de junho de 2020). «After La Dolce Vita». doi:10.1515/9780804782586. Consultado em 10 de agosto de 2021
104. 1 2 3 4 5  Foster, Gwendolyn Audrey (1995). Women film directors : an international bio-critical dictionary. Westport, Conn.: Greenwood Press. OCLC 32129920
105. ↑  «Israel's Messenger, Volume 28, Issue 10 - 1932-01-01». Manchuria Daily News Online. Consultado em 10 de agosto de 2021
106. ↑  «NETWATCH: Botany's Wayback Machine». Science (5831): 1547d–1547d. 15 de junho de 2007. ISSN 0036-8075. doi:10.1126/science.316.5831.1547d. Consultado em 10 de agosto de 2021
107. ↑  Connor, J. D. (13 de novembro de 2011). «The Biggest Independent Pictures Ever Made». Oxford, UK: Blackwell Publishing Ltd. The Wiley-Blackwell History of American Film. ISBN 978-1-4051-7984-3. Consultado em 10 de agosto de 2021
108. ↑  Nascimento, Francisco Alcides do (24 de julho de 2009). «Em busca de uma cidade perdida». História Oral. ISSN 2358-1654. doi:10.51880/ho.v5i0.55. Consultado em 10 de agosto de 2021
109. 1 2  Kick, Russell (2004). Book of lists : subversive facts and hidden information in rapid-fire format. New York, NY: Disinformation Co. OCLC 55232555
110. ↑  Serra, Fernando Antonio Ribeiro; Ferreira, Manuel Portugal (1 de dezembro de 2016). «Cuidados a Tomar nos Artigos com Pesquisa Qualitativa». Revista Ibero-Americana de Estratégia (04): 01–11. ISSN 2176-0756. doi:10.5585/riae.v15i4.2493. Consultado em 10 de agosto de 2021
111. ↑  Kirkland, Scotty E. (2007). «"Bad, Bad Dothan!": The Dothan Riot and Wiregrass Agrarianism». Alabama Review (3): 163–185. ISSN 2166-9961. doi:10.1353/ala.2007.0006. Consultado em 10 de agosto de 2021
112. ↑  Butters, Gerald R. (2007). Banned in Kansas : motion picture censorship, 1915-1966. Columbia: University of Missouri Press. OCLC 320324567
113. ↑  Sex, religion, media. Dane S. Claussen. Lanham, Md.: Rowman & Littlefield. 2002. OCLC 48265570
114. ↑  Bernstein, Matthew (1995). «A Tale of Three Cities: The Banning of "Scarlet Street"». Cinema Journal (1). 27 páginas. ISSN 0009-7101. doi:10.2307/1225806. Consultado em 10 de agosto de 2021
115. ↑  Hobbs, Allyson (13 de outubro de 2014). A Chosen Exile. [S.l.]: Harvard University Press
116. ↑  Wainwright, Michael (2016). «On Chicken in Kiss Tomorrow Goodbye». New York: Palgrave Macmillan US: 85–115. ISBN 978-1-137-59054-1. Consultado em 10 de agosto de 2021
117. ↑  «Portland, Oregon-Washington geology». 1957. Consultado em 10 de agosto de 2021
118. ↑  «Roseburg folio, Oregon». 1898. Consultado em 10 de agosto de 2021
119. ↑  Andreazza, Maria Luiza (21 de julho de 2011). «Ecos do populismo do leste europeu em colônia de imigrante». Revista de História Regional (1): 009–036. ISSN 1414-0055. doi:10.5212/rev.hist.reg.v.16i1.009036. Consultado em 10 de agosto de 2021
120. ↑  Hoberman, J. (2001). On Jack Smith's Flaming creatures (and other secret-flix of Cinemaroc). Granary Books, Press Collection 1st ed ed. New York City: [s.n.] OCLC 47126820
121. ↑  Mendes, Alfredo (13 de dezembro de 2012). «Notícia acerca do sismo de 28 de Fevereiro de 1969 em Portugal Continental». Finisterra (8). ISSN 0430-5027. doi:10.18055/finis2485. Consultado em 10 de agosto de 2021
122. ↑  Westover, Jonas (3 de setembro de 2014). Midler, Bette. Col: Oxford Music Online. [S.l.]: Oxford University Press
123. ↑  «Duncan, Martin David Anson, (born 12 July 1948), freelance opera and theatre director; Joint Artistic Director, Chichester Festival Theatre, 2002–05; Artistic Adviser, Olympics Culture Festival 2012, 2009–12». Oxford University Press. Who's Who. 1 de dezembro de 2007. Consultado em 10 de agosto de 2021
124. ↑  Versuti, Andrea Cristina; da Cunha e Cruz, Marco Aurélio R.; Costa, Carlos (2015). «Contribuições ao debate sobre autonomia e liberdade de expressão em tempos de convergência e Educação Aberta». Araucaria (33): 151–181. ISSN 1575-6823. doi:10.12795/araucaria.2015.i33.06. Consultado em 10 de agosto de 2021
125. ↑  Barreto Filho (junho de 2012). «O romance brasileiro: Machado de Assis». Machado de Assis em Linha (9): 01–23. ISSN 1983-6821. doi:10.1590/s1983-68212012000100002. Consultado em 10 de agosto de 2021
126. ↑  Movie censorship and American culture. Francis G. Couvares 2nd ed ed. Amherst: University of Massachusetts Press. 2006. OCLC 70045990
127. ↑  Purves, Libby (7 de agosto de 2007). «A Little Learning». doi:10.4324/9780203967805. Consultado em 10 de agosto de 2021
128. ↑  «us-justices-54-reject-corporate-spending-limit-jan-21-2010». Human Rights Documents online. Consultado em 10 de agosto de 2021
129. 1 2  Souza, Marco Aurelio Cruz (29 de novembro de 2018). «Evento formativo em Dança numa postura colaborativa: 1ª semana acadêmica do curso de licenciatura em Dança da FURB». O Teatro Transcende (1). 32 páginas. ISSN 2236-6644. doi:10.7867/2236-6644.2018v23n1p32-46. Consultado em 10 de agosto de 2021
130. ↑  «Teses e dissertações em antropologia defendidas na Universidade Federal do Rio Grande do Sul no período de dezembro de 2002 a junho de 2003». Horizontes Antropológicos (19): 345–363. Julho de 2003. ISSN 0104-7183. doi:10.1590/s0104-71832003000100019. Consultado em 10 de agosto de 2021
131. 1 2  de Souza Dantas, Hildeci; Nascimento de Souza, Lucival (novembro de 2019). «A MÚSICA E SUA RELAÇÃO COM A NEUROPSICOPEDAGOGIA». Revista Mais Educação (9 - Novembro 2019): 424–433. ISSN 2595-9611. doi:10.51778/2595-9611.v2i9p424-433. Consultado em 10 de agosto de 2021
132. 1 2  Luz, Anderson Cavalheiro da. «As manifestações políticas em junho de 2013 no Brasil: análises que polarizam as redes de internet». Consultado em 10 de agosto de 2021
133. 1 2  Telles, Telles, Lucia C. A. A. da S. «Movimento em construção. Correspondência entre Paulo Emílio Sales Gomes e Décio de Almeida Prado, de junho a agosto de 1935.». Consultado em 10 de agosto de 2021
134. 1 2  REICHERT, SABRINA; LIVI, CAROLINA NODA (2020). «ANÁLISE DAS MANIFESTAÇÕES PATOLÓGICAS EM EDIFICAÇÕES HISTÓRICAS: UM ESTUDO DE CASO NAS FACHADAS DO CONJUNTO URBANO DA PRAÇA XV DE NOVEMBRO EM FLORIANÓPOLIS   SC.». Associação Brasileira de Patologia das Construções. ISBN 978-65-86819-05-2. doi:10.4322/cbpat.2020.345. Consultado em 10 de agosto de 2021
135. ↑  ALEX CARNEIRO, MARCOS. «INFLUÊNCIA DA FRAÇÃO DE MARTENSITA REVENIDA NA VIDA EM FADIGA DE UM AÇO ESTRUTURAL COM APLICAÇÕES EM SISTEMAS DE ANCORAGEM». Consultado em 10 de agosto de 2021
136. ↑  MARIA DE MELO, VANUSA. «APROVEITANDO BRECHAS: EXPERIÊNCIA COM CINEMA EM ESCOLAS PRISIONAIS DO RIO DE JANEIRO». Consultado em 10 de agosto de 2021
137. ↑  Nicolás Martínez, Mª Del Mar (30 de setembro de 2016). «Sobre la procedencia de los paisajes de José de Ribera de la colección Casa de Alba y otras noticias». Archivo Español de Arte (355): 317–325. ISSN 1988-8511. doi:10.3989/aearte.2016.21. Consultado em 10 de agosto de 2021
138. ↑  Simonatti, Selena (30 de dezembro de 2015). «La Peña Camasía (y sus diablos): ¿un lugar recuperado?». Revista de Filología Española (2): 339–358. ISSN 1988-8538. doi:10.3989/rfe.2015.13. Consultado em 10 de agosto de 2021
139. 1 2  Sergio Ferruccio, Rodolfo. «Avaliação do gerenciamento de residuo solido em doze municipios paulistas, com aterro classificado como adequado pela CETESB». Consultado em 10 de agosto de 2021
140. 1 2  «Figura 9 – Volume em m³ para o período de monitoramento: Novembro/2011 a Novembro/2012 indicando inicialmente a erosão volumétrica e a acreção a partir de Agosto/2012.». dx.doi.org. Consultado em 10 de agosto de 2021
141. ↑  «OHBM 2006 Program list of posters». NeuroImage: 29–185. Janeiro de 2006. ISSN 1053-8119. doi:10.1016/j.neuroimage.2006.04.176. Consultado em 11 de agosto de 2021
142. ↑  Hastings, J J (2008). «Release Behaviour of Sr-90 From Hydraulically Retrieved ILW Sludge». MRS Proceedings. ISSN 0272-9172. doi:10.1557/proc-1107-613. Consultado em 11 de agosto de 2021
143. 1 2  «Inclusion Exclusion Criterion Original Result». Qeios. Definitions. 7 de fevereiro de 2020. Consultado em 11 de agosto de 2021
144. ↑  «Figure 4: Distribution of major Alonella clades (both original and sequences retrieved from NCBI GenBank).». dx.doi.org. Consultado em 11 de agosto de 2021
145. 1 2  Historical dictionary of Scandinavian cinema. John Sundholm, Isak Thorsen, Lars Gustaf Andersson, Olof Hedling, Gunnar Iversen, Birgir Thor Moller. Lanham, Md.: Scarecrow Press. 2012. OCLC 793224286
146. ↑  Illger, Daniel (5 de novembro de 2018). «Die Freiheit der Untoten Sergio Corbuccis il grande silenzio und George A. Romeros night of the living dead». Berlin, Boston: De Gruyter: 411–422. ISBN 978-3-11-061894-5. Consultado em 11 de agosto de 2021
147. ↑  Arnold, Darren (25 de junho de 2019). «Introduction». Liverpool University Press: 7–12. ISBN 978-1-911325-75-8. Consultado em 11 de agosto de 2021
148. ↑  Pearce, Joseph (2011). Solzhenitsyn : a soul in exile Rev. and updated ed ed. San Francisco: Ignatius Press. OCLC 671704359
149. ↑  Hellman, Ben (2014). Filming the unfilmable : Casper Wrede's "One day in the life of Ivan Denisovich". A. B. Rogachevskiĭ Second, rev. and expanded edition ed. Stuttgart: [s.n.] OCLC 879904782
150. ↑  Street, Joe (9 de fevereiro de 2016). «Before Dirty Harry». University Press of Florida: 15–32. ISBN 978-0-8130-6167-2. Consultado em 11 de agosto de 2021
151. ↑  «Salò». Salò or The 120 Days of Sodom. 2000. doi:10.5040/9781838712631.ch-001. Consultado em 11 de agosto de 2021
152. ↑  Laird, Andrew (18 de outubro de 2018). «Dead Letters and Buried Meaning». Oxford Scholarship Online. doi:10.1093/oso/9780198826477.003.0013. Consultado em 11 de agosto de 2021
153. ↑  «A Quarter Moon Just Before Dawn». University of Pittsburgh Press: 129–129. ISBN 978-0-8229-9107-6. Consultado em 11 de agosto de 2021
154. ↑  «Tötterman, Richard Evert Björnson, (born 10 Oct. 1926), Finnish Ambassador, retired». Oxford University Press. Who's Who. 1 de dezembro de 2007. Consultado em 11 de agosto de 2021
155. ↑  «La casa del rispetto e la casa del piacere». Quodlibet. 19 de novembro de 2020: 139–170. ISBN 978-88-229-1155-1. Consultado em 11 de agosto de 2021
156. ↑  «fdata-03-00024.pdf». dx.doi.org. Consultado em 11 de agosto de 2021
157. ↑  «Filmography of Luis Buñuel». University of California Press. 31 de dezembro de 2019: 153–158. ISBN 978-0-520-93048-3. Consultado em 11 de agosto de 2021
158. ↑  Bretland, N P (31 de outubro de 1987). «Emotional distress in house officers». BMJ (6606): 1139–1139. ISSN 0959-8138. doi:10.1136/bmj.295.6606.1139-b. Consultado em 11 de agosto de 2021
159. ↑  «Informants in the French tradition» (em inglês). 3 de junho de 2006. Consultado em 11 de agosto de 2021
160. ↑  Serra, Fernando Antonio Ribeiro; Ferreira, Manuel Portugal (1 de dezembro de 2016). «Cuidados a Tomar nos Artigos com Pesquisa Qualitativa». Revista Ibero-Americana de Estratégia (04): 01–11. ISSN 2176-0756. doi:10.5585/riae.v15i4.2493. Consultado em 11 de agosto de 2021
161. 1 2  Crisp, C. G. (1993). The classic French cinema, 1930-1960. Bloomington: Indiana University Press. OCLC 26054531
162. ↑  Godard, Jean-Luc (1986). Godard on Godard : critical writings by Jean-Luc Godard. Jean Narboni, Tom Milne, Richard Roud, Annette Michelson. New York: [s.n.] OCLC 13092375
163. ↑  Herzog, Amy (2010). Dreams of difference, songs of the same : the musical moment in film. Minneapolis: University of Minnesota Press. OCLC 650310013
164. ↑  Tinker, Chris (2005). Georges Brassens and Jacques Brel : personal and social narratives in post-war chanson. Liverpool [England]: Liverpool University Press. OCLC 57166681
165. ↑  «NCTM Honors Research Articles». Teaching Children Mathematics (1). 8 páginas. Agosto de 2016. ISSN 1073-5836. doi:10.5951/teacchilmath.23.1.0008. Consultado em 11 de agosto de 2021
166. ↑  Godard, Jean-Luc (1998). Jean-Luc Godard : interviews. David Sterritt. Jackson: University Press of Mississippi. OCLC 39093615
167. ↑  «Saudi Arabia: Al-Jazeera Paints & Al-Sorayai – calcium carbonate». Focus on Pigments (7). 6 páginas. Julho de 2013. ISSN 0969-6210. doi:10.1016/s0969-6210(13)70097-3. Consultado em 11 de agosto de 2021
168. ↑  MacKenzie, S. (1 de setembro de 2002). «Baise-moi, feminist cinemas and the censorship controversy». Screen (3): 315–324. ISSN 1460-2474. doi:10.1093/screen/43.3.315. Consultado em 11 de agosto de 2021
169. ↑  «Lars von Trier's Antichrist banned in France seven years after release». the Guardian (em inglês). 3 de fevereiro de 2016. Consultado em 11 de agosto de 2021
170. ↑  Rouch, Jean (2009). «Les Maîtres fous (The Manic Priests/The Mad Masters)». London: British Film Institute: 126–127. ISBN 978-1-84457-264-9. Consultado em 11 de agosto de 2021
171. ↑  Moosavi, Ali (1 de dezembro de 2020). «On Contemporary Crisis: An interview with Costa-Gavras on Adults in the Room (2019)». Film International (4): 117–120. ISSN 1651-6826. doi:10.1386/fint_00063_7. Consultado em 11 de agosto de 2021
172. ↑  «Comments fromphysicsworld.com». Physics World (08): 20–20. Agosto de 2012. ISSN 0953-8585. doi:10.1088/2058-7058/25/08/30. Consultado em 11 de agosto de 2021
173. ↑  Singapore in the new millennium : challenges facing the city-state. Derek Da Cunha, Institute of Southeast Asian Studies. Singapore: Institute of Southeast Asian Studies. 2002. OCLC 51544286
174. ↑  Sen, Krishna; Hill, David, eds. (1 de novembro de 2010). Politics and the Media in Twenty-First Century Indonesia. [S.l.]: Routledge
175. ↑  «Somaliland arrests journalists, bans TV stations». Human Rights Documents Online. Consultado em 11 de agosto de 2021
176. ↑  Maksum, Ali (8 de dezembro de 2016). «Hubungan Bilateral Indonesia-Malaysia: Review Buku». Indonesian Perspective (2): 177–184. ISSN 2548-1436. doi:10.14710/ip.v1i2.14292. Consultado em 11 de agosto de 2021
177. 1 2  Schulz, Sibylle (2016). «Fifty Shades of Sadomasochism. Die erotische Bestsellertrilogie Fifty Shades of Grey und der gesellschaftliche Stellenwert von Sadomasochismus». Psychosozial-Verlag: 83–96. ISBN 978-3-8379-6948-1. Consultado em 11 de agosto de 2021
178. ↑  Moradabbasi Fouladi, Mazda (21 de abril de 2021). «Adaptation in Iranian New Wave Cinema: Social Commentary in Dariush Mehrjui's The Cow (1969)». Adaptation. ISSN 1755-0645. doi:10.1093/adaptation/apab004. Consultado em 11 de agosto de 2021
179. 1 2  Zeydabadi-Nejad, Saeed (2016). «Watching the Forbidden: Reception of Banned Films in Iran». London: Palgrave Macmillan UK: 99–113. ISBN 978-1-137-52938-1. Consultado em 11 de agosto de 2021
180. ↑  Jensen, Per Anker (3 de agosto de 2015). «Best papers from the CIB Facilities Management Conference 2014». Facilities (11/12). ISSN 0263-2772. doi:10.1108/f-06-2015-0042. Consultado em 11 de agosto de 2021
181. 1 2  «Figure 2.8. Reasons for business exit cited by men and women entrepreneurs in European Union and OECD countries, 2012-16». dx.doi.org. Consultado em 11 de agosto de 2021
182. ↑  Herbert, Daniel (4 de janeiro de 2017). «The Transnational Film Remake in the American Press». Edinburgh University Press. ISBN 978-1-4744-0723-6. Consultado em 11 de agosto de 2021
183. ↑  Hocevar, Robin (25 de agosto de 2016). «Treatment Beyond Progression». Oncology Times (16): 11–12. ISSN 0276-2234. doi:10.1097/01.cot.0000493057.26194.c5. Consultado em 11 de agosto de 2021
184. ↑  Malone, Aubrey (2011). Censoring Hollywood : sex and violence in film and on the cutting room floor. Jefferson, N.C.: McFarland. OCLC 757390377
185. ↑  Chapman, James (2003). Cinemas of the world : film and society from 1895 to the present. London: Reaktion. OCLC 51068414
186. ↑  Klimoff, Alexis (dezembro de 2011). «Filming the Unfilmable: Casper Wrede'sOne Day in the Life of Ivan Denisovich». Historical Journal of Film, Radio and Television (4): 598–600. ISSN 0143-9685. doi:10.1080/01439685.2011.625781. Consultado em 11 de agosto de 2021
187. ↑  Graham, Colin (agosto de 2010). «Irish times: temporalities of modernity». Irish Studies Review (3): 374–376. ISSN 0967-0882. doi:10.1080/09670882.2010.493036. Consultado em 11 de agosto de 2021
188. ↑  «Love Me Tonight». Love Me Tonight. 4 de novembro de 2004. doi:10.5040/9780571286294.00000003. Consultado em 11 de agosto de 2021
189. 1 2  «BusinessWeek Restates the 1990s - Incorrectly?». Challenge (4): 122–128. Julho de 2002. ISSN 0577-5132. doi:10.1080/05775132.2002.11034159. Consultado em 11 de agosto de 2021
190. ↑  «Drawing up a Shortlist». Palgrave Macmillan. ISBN 978-1-137-41294-2. Consultado em 11 de agosto de 2021
191. ↑  Contemporary British and Irish film directors : a wallflower critical guide. Yoram Allon, Del Cullen, Hannah Patterson. London: Wallflower. 2001. OCLC 49544655
192. ↑  McRae, Kenneth D. (2014). Nuclear dawn : F.E. Simon and the race for atomic weapons in World War II. Oxford: [s.n.] OCLC 870903903
193. 1 2 3  LINDA WANG (17 de agosto de 2015). «Job Search Dot Com». Chemical & Engineering News Archive (32): 16–17. ISSN 0009-2347. doi:10.1021/cen-09332-cover5. Consultado em 11 de agosto de 2021
194. ↑  «Featuring Chromotography & Spectroscopy Consumables from PerkinElmer». Chemical & Engineering News Archive (14). 17 páginas. 1 de abril de 2012. ISSN 0009-2347. doi:10.1021/cen-09014-ad05. Consultado em 11 de agosto de 2021
195. ↑  Buyalo, S.; Svetlov, P. St. Petersburg Mathematical Journal (02): 297–341. ISSN 1061-0022. doi:10.1090/s1061-0022-05-00852-6
196. 1 2  Dunnett, James (2003). «Goldfinger, Ernö». Oxford University Press. Oxford Art Online. Consultado em 11 de agosto de 2021
197. ↑  «CBS News/LOS ANGELES TIMES California Primary Day Survey, 1978». ICPSR Data Holdings. 8 de maio de 1984. Consultado em 11 de agosto de 2021
198. 1 2  «Jenin: Living with Martyrdom in Mohammad Bakri's Jenin Jenin and Since You Left, and Juliano Mer-Khamis's Arna's Children». I.B. Tauris. 2021. ISBN 978-1-83860-682-4. Consultado em 11 de agosto de 2021
199. ↑  Vogan, Travis (6 de novembro de 2018). «The News from Munich on the "Arledge Broadcasting Company"». University of California Press: 126–158. ISBN 978-0-520-29295-6. Consultado em 11 de agosto de 2021
200. ↑  «Volume 1933 - Issue 3414 (1933-01-11)». The North China Herald Online. Consultado em 11 de agosto de 2021
201. ↑  Monicelli, Mario (1995). «Mario Monicelli». Projections 4½. doi:10.5040/9780571344406.0044. Consultado em 11 de agosto de 2021
202. ↑  «16. FHD 2008-06-06 KKO:2008:62». Nordisk Domssamling (01): 11–12. 10 de julho de 2009. ISSN 1504-3185. doi:10.18261/issn1504-3185-2009-01-100. Consultado em 11 de agosto de 2021
203. ↑  Del Boca, Daniela; Ribero, Rocio (2003). Review of Economics of the Household (3): 187–204. ISSN 1569-5239. doi:10.1023/a:1025045416999
204. ↑  «Remarks to civil society groups, Tunis, 22 March 2011». dx.doi.org. 16 de dezembro de 2016. Consultado em 11 de agosto de 2021
205. ↑  «Oshima Nagisa, Auteur». In the Realm of the Senses. 2004. doi:10.5040/9781838713034.ch-001. Consultado em 11 de agosto de 2021
206. ↑  «How to Watch  The Wolf of Wall Street». Fredric Jameson and  The Wolf of Wall Street. 2016. doi:10.5040/9781501308376.ch-003. Consultado em 11 de agosto de 2021
207. ↑  «Acknowledgements». UN. 21 de abril de 2016: 14–15. ISBN 978-92-1-057921-6. Consultado em 11 de agosto de 2021
208. ↑  «Dibdin, Michael, (21 March 1947–30 March 2007), author». Oxford University Press. Who Was Who. 1 de dezembro de 2007. Consultado em 11 de agosto de 2021
209. ↑  «The Trans-Pacific, Volume 25, Issue 09 - 1937-03-04». Manchuria Daily News Online. Consultado em 11 de agosto de 2021
210. 1 2  Zanin, Andrea (24 de fevereiro de 2017). «Wonder Woman». Wiley: 55–71. ISBN 978-1-119-28080-4. Consultado em 11 de agosto de 2021
211. ↑  «RPS Museum team at Wonder, University of Nottingham, on 17 June 2017». The Pharmaceutical Journal. 2017. ISSN 2053-6186. doi:10.1211/pj.2017.20202991. Consultado em 11 de agosto de 2021
212. 1 2  Zeydabadi-Nejad, Saeed (2016). «Watching the Forbidden: Reception of Banned Films in Iran». London: Palgrave Macmillan UK: 99–113. ISBN 978-1-137-52938-1. Consultado em 12 de agosto de 2021
213. ↑  Begum, Suriya (13 de junho de 2017). «The Nexus Between IranÂ's Feminism and Islamic Revolution in Persepolis: A Feminist Critique». Philosophy and Progress: 67–94. ISSN 2305-6851. doi:10.3329/pp.v57i1-2.31205. Consultado em 12 de agosto de 2021
214. ↑  Miller, Giulia (15 de agosto de 2017). «Waltz with Bashir and Meditations on War». Liverpool University Press: 57–76. ISBN 978-1-911325-15-4. Consultado em 12 de agosto de 2021
215. ↑  «Discrimination Against Women Under the Nationality Laws: Case Studies for Egypt and Lebanon». Routledge. 27 de setembro de 2005: 85–96. ISBN 978-0-203-98503-8. Consultado em 12 de agosto de 2021
216. ↑  «Inclusion Exclusion Criterion Original Result». Qeios. Definitions. 7 de fevereiro de 2020. Consultado em 12 de agosto de 2021
217. ↑  Bloom, Michelle E. (31 de janeiro de 2016). «Intertextuality as Métissage in Tsai Ming-liang's Sino-French Films». University of Hawai'i Press: 72–108. ISBN 978-0-8248-5158-3. Consultado em 12 de agosto de 2021
218. ↑  Chief Censor of Films; Films Board of Review (2 de fevereiro de 1976). Tarzoon - Shame of the Jungle. [S.l.: s.n.]
219. ↑  Vice, Sue; Bodger, Gwyneth (2008). «Issues Arising from Teaching Holocaust Film and Literature». London: Palgrave Macmillan UK: 15–27. ISBN 978-0-230-01937-9. Consultado em 12 de agosto de 2021
220. 1 2  «ASIA & PACIFIC - Voluntary (Information valid at 01-07-2006): New Zealand». OECD. 22 de setembro de 2008: 486–493. ISBN 978-92-64-04347-3. Consultado em 12 de agosto de 2021
221. ↑  Hamby, Sherry (2005). «Teaching Psychotherapy via Videotape: Decisions, Decisions, Decisions». PsycCRITIQUES (34). ISSN 1554-0138. doi:10.1037/05161512. Consultado em 12 de agosto de 2021
222. ↑  Register, Mike; Golding, Tod (2008). «Using Agile for Buy Vs. Build Decisions». IEEE. ISBN 978-0-7695-3321-6. doi:10.1109/agile.2008.23. Consultado em 12 de agosto de 2021
223. 1 2  «Queensland Government Savings Bank - Brisbane (Head Office) - Statutory Reports - Annual Report of the Workers' Dwellings Board for the year ended 30 June, 1913 - 1913». 8 de março de 2021. Consultado em 12 de agosto de 2021
224. ↑  «Preface». New York Chichester, West Sussex: Columbia University Press. 31 de janeiro de 2013. ISBN 978-0-231-85036-0. Consultado em 12 de agosto de 2021
225. ↑  Asia-Pacific Economic Cooperation (15 de maio de 2004). «Commentaries & Analyses — THE IMPACT OF SARS ON THE NEW ZEALAND ECONOMY». Asia-Pacific Biotech News (09): 501–508. ISSN 0219-0303. doi:10.1142/s0219030304000825. Consultado em 12 de agosto de 2021
226. ↑  Sandow, S.L., ed. (21 de dezembro de 2011). Australian and New Zealand Microcirculation Society Meeting. [S.l.]: S. Karger AG
227. ↑  «NZ PHARMAC to fund boceprevir for hep C». PharmacoEconomics & Outcomes News (1): 11–11. Agosto de 2013. ISSN 1173-5503. doi:10.1007/s40274-013-0662-5. Consultado em 12 de agosto de 2021
228. ↑  «24 Cork and wood: New Zealand». dx.doi.org. 22 de novembro de 2013. Consultado em 12 de agosto de 2021
229. ↑  Nelson, Jodi  (14 de fevereiro de 2012). «The ISEA 2011 Istanbul International Symposium on Electronic Art, Sabaci Center, Istanbul, 14-21 September». Alphaville: Journal of Film and Screen Media (2): 120–122. ISSN 2009-4078. doi:10.33178/alpha.2.14. Consultado em 13 de agosto de 2021
230. ↑  De Baets, Antoon (2002). Censorship of historical thought : a world guide, 1945-2000. Westport, Conn.: Greenwood Press. OCLC 592756089
231. ↑  Buckley, R.; Hill, M. D. (1 de abril de 2012). «Novel Agent NA-1 Proves That Ischemic Neuroprotection is Possible in Older Patients». MD Conference Express (7): 20–21. ISSN 1559-8977. doi:10.1177/155989771207012. Consultado em 13 de agosto de 2021
232. ↑  Wood, Bryce; Gunther, John (março de 1942). «Inside Latin America.». Political Science Quarterly (1). 136 páginas. ISSN 0032-3195. doi:10.2307/2143515. Consultado em 13 de agosto de 2021
233. ↑  Neibaur, James L. (1988). «Review: Laurel and Hardy: The Magic behind the Movies by Randy Skretvedt». Film Quarterly (4): 35–36. ISSN 0015-1386. doi:10.2307/1212571. Consultado em 13 de agosto de 2021
234. ↑  Schwartz, Louis B. «La Reforme du Droit Penal Americain: Le Model Penal Code (The Reform of American Penal Law: Model Penal Code». PsycEXTRA Dataset. Consultado em 13 de agosto de 2021
235. ↑  Niessen, Judith (2010). «The Master of Alkmaar and his workshop, a reconsideration». Oud Holland - Quarterly for Dutch Art History (3-4): 260–304. ISSN 0030-672X. doi:10.1163/187501710796167554. Consultado em 13 de agosto de 2021
236. ↑  «Criminal Procedure (Insanity) Act 1964». Routledge. 17 de junho de 2013: 34–34. ISBN 978-0-203-72276-3. Consultado em 13 de agosto de 2021
237. ↑  «All Quiet on the Western Front (1930)». Oxford, UK: Wiley-Blackwell: 63–75. ISBN 978-1-4443-1510-3. Consultado em 13 de agosto de 2021
238. ↑  McNeil, R J; Friske, P W B (2016). «New geochemical data from the re-analysis of archived lake sediment samples including original water data from the Bancroft, Ontario area (Parts of NTS 031-C, -D, -E and -F)». Consultado em 13 de agosto de 2021
239. ↑  «BRITISH FILMS BANNED IN POLAND». NSW. Sydney Morning Herald (NSW : 1842 - 1954). 1 páginas. 10 dez 1946. Consultado em 13 de agosto de 2021
240. 1 2 3  Haltof, Marek (2015). Historical dictionary of Polish cinema Second edition ed. Lanham: [s.n.] OCLC 890310530
241. ↑  Foutz, W.L. (1 de março de 1996). «Summary of field operations Powerline Wells PL-1, PL-2, PL-3». Consultado em 13 de agosto de 2021
242. ↑  «STATEMENT OF POLICY». Anthropology News (5): 40–40. Maio de 1999. ISSN 1541-6151. doi:10.1111/an.1999.40.5.40.3. Consultado em 13 de agosto de 2021
243. ↑  «Figure 3: Feature separability of the datasets: IMDB. Movie-Rev1, Movie-Rev2, Movie-Sub, and SMS-Spam.». dx.doi.org. Consultado em 13 de agosto de 2021
244. 1 2  Ford, Charles (2009). Polish film : a twentieth century history. Robert M. Hammond. Jefferson, N.C.: [s.n.] OCLC 908551870
245. ↑  «Greenfield, Edward Harry, (30 July 1928–1 July 2015), Chief Music Critic, The Guardian, 1977–93». Oxford University Press. Who Was Who. 1 de dezembro de 2007. Consultado em 13 de agosto de 2021
246. 1 2  Tae Soo Chung (novembro de 2009). «Poland's Cinema of Moral Concern (1976-1981) - Social Reality in front of Truth and Moral Concern -». Contemporary Film Studies (2): 195–220. ISSN 1975-5082. doi:10.15751/cofis.2009.5.2.195. Consultado em 13 de agosto de 2021
247. ↑  «Which Kieślowski?». The Films of Krzysztof Kieślowski. 2004. doi:10.5040/9781628929065.ch-001. Consultado em 13 de agosto de 2021
248. ↑  Bloom, Michelle E. (31 de janeiro de 2016). «Intertextuality as Métissage in Tsai Ming-liang's Sino-French Films». University of Hawai'i Press: 72–108. ISBN 978-0-8248-5158-3. Consultado em 14 de agosto de 2021
249. ↑  Cucu, A.; Daniel, I.; Paduraru, D.; Galan, A. (junho de 2014). «Forensic nursing emergency care». Romanian Journal of Legal Medicine (2): 133–136. ISSN 1221-8618. doi:10.4323/rjlm.2014.133. Consultado em 14 de agosto de 2021
250. ↑  «The Death Triangle [<italic>Triunghiul Morţii</italic>], Produced by Oficiul Naţional Cinematografic, Antena 1, Studioul Cinematografic Bucureşti, CineTV Film, Filmex; directed by Sergiu Nicolaescu; screenplay by Sergiu Nicolaescu and Corneliu Vadim Tudor. 1999; color; 176 minutes. Romania. In Romanian. Distributor: Romania Films». The American Historical Review. Outubro de 1999. ISSN 1937-5239. doi:10.1086/ahr/104.4.1427. Consultado em 14 de agosto de 2021
251. ↑  Turovskai︠a︡, Maĭi︠a︡. (1989). Tarkovsky : cinema as poetry [Rev. ed.] ed. London: Faber and Faber. OCLC 22451911
252. 1 2  Parrott, Bruce (9 de janeiro de 2020). «Soviet Views of the Geopolitical Context». Routledge: 9–21. ISBN 978-0-429-31485-8. Consultado em 14 de agosto de 2021
253. ↑  McClure, Tom; Roth, Jeffery; Miller, Colin; Overgard, Ingrid; Allen, Jance; Canellos, Jana (1997). «Turner classic movies». New York, New York, USA: ACM Press. ISBN 0-89791-921-1. doi:10.1145/259081.259301. Consultado em 14 de agosto de 2021
254. ↑  «Osborne, Dr Basil Alfred Herbert Ernst, (born 12 April 1938), Bishop of Amphipolis, 2006–09; Head of the Episcopal Vicariate of Orthodox Parishes of Russian Tradition in Great Britain and Ireland (Ecumenical Patriarchate), 2006–09». Oxford University Press. Who's Who. 1 de dezembro de 2007. Consultado em 14 de agosto de 2021
255. ↑  «Figure 1.19. Policy rates have been cut». dx.doi.org. Consultado em 14 de agosto de 2021
256. ↑  Trevisan, Mauro; de Paula Faleiros, Vicente (2018). «Luto na morte dos pais : perspectiva psicossocial». doi:10.24824/978854442358.5. Consultado em 14 de agosto de 2021
257. ↑  «Nazi Germany». I.B.Tauris. 1979. ISBN 978-1-86064-167-1. Consultado em 14 de agosto de 2021
258. ↑  Brown, K. (23 de agosto de 2011). «New Zealand bans synthetic cannabinoids». BMJ (aug23 2): d5395–d5395. ISSN 0959-8138. doi:10.1136/bmj.d5395. Consultado em 14 de agosto de 2021
259. ↑  Nash, C.; Peters, T. (2 de agosto de 2012). «ANALYSES OF HTF-48-12-20/24 (FEBRUARY, 2012) AND ARCHIVED HTF-E-05-021 TANK 48H SLURRY SAMPLES». Consultado em 14 de agosto de 2021
260. ↑  «Higham, Nicholas Geoffrey, (Nick), (born 1 June 1954), correspondent, BBC News, since 1988». Oxford University Press. Who's Who. 1 de dezembro de 2007. Consultado em 14 de agosto de 2021
261. ↑  Iyam, David Uru (dezembro de 1986). «The Silent Revolutionaries: Ousmane Sembene's Emitai, Xala, and Ceddo». African Studies Review (4). 79 páginas. ISSN 0002-0206. doi:10.2307/524007. Consultado em 14 de agosto de 2021
262. ↑  Coad, Malcolm (agosto de 1981). «Ousmane Sembene and 'Ceddo': With excerpts from the Ceddo film script». Index on Censorship (4): 32–33. ISSN 0306-4220. doi:10.1080/03064228108533236. Consultado em 14 de agosto de 2021
263. ↑  «Saudi Arabia: Al-Jazeera Paints & Al-Sorayai – calcium carbonate». Focus on Pigments (7). 6 páginas. Julho de 2013. ISSN 0969-6210. doi:10.1016/s0969-6210(13)70097-3. Consultado em 14 de agosto de 2021
264. ↑  Zeydabadi-Nejad, Saeed (2016). «Watching the Forbidden: Reception of Banned Films in Iran». London: Palgrave Macmillan UK: 99–113. ISBN 978-1-137-52938-1. Consultado em 14 de agosto de 2021
265. ↑  «letter-on-warning-of-imminent-large-scale-attack-by-the-sri-lankan-government-early-warning-ii-ticew862-12-may-1986-8-pp». Human Rights Documents online. Consultado em 14 de agosto de 2021
266. ↑  «Love Me Tonight». Love Me Tonight. 4 de novembro de 2004. doi:10.5040/9780571286294.00000003. Consultado em 14 de agosto de 2021
267. ↑  Weih, M.; Hansson, P.-A.; Ohlsson, J. A.; Sandgren, M.; Schnürer, A.; Rönnberg-Wästljung, A.-C. (11 de fevereiro de 2020). «Sustainable production of willow for biofuel use». Burleigh Dodds Science Publishing: 305–340. ISBN 978-1-78676-252-8. Consultado em 14 de agosto de 2021
268. 1 2  «‖ ADVENTURES OF BIRTHMOTHER ‖». University of Pittsburgh Press: 57–57. ISBN 978-0-8229-7870-1. Consultado em 14 de agosto de 2021
269. ↑  «NCTM Honors Research Articles». Teaching Children Mathematics (1). 8 páginas. Agosto de 2016. ISSN 1073-5836. doi:10.5951/teacchilmath.23.1.0008. Consultado em 14 de agosto de 2021
270. ↑  «Acknowledgements». UN. 21 de abril de 2016: 14–15. ISBN 978-92-1-057921-6. Consultado em 14 de agosto de 2021
271. ↑  Buruma, Anna (1 de julho de 2016). «New and Recent Books». Costume (2): 265–269. ISSN 0590-8876. doi:10.1080/05908876.2016.1175221. Consultado em 14 de agosto de 2021
272. ↑  Scheck, Anne (novembro de 2014). «Special Report». Emergency Medicine News (11): 20–21. ISSN 1054-0725. doi:10.1097/01.eem.0000456982.42312.c1. Consultado em 14 de agosto de 2021
273. 1 2  «Japan Times Weekly, Volume 05, Issue 06 - 1940-02-08». Manchuria Daily News Online. Consultado em 14 de agosto de 2021
274. ↑  «Manish!: new poetry». Choice Reviews Online (04): 27–2009-27-2009. 1 de dezembro de 1989. ISSN 0009-4978. doi:10.5860/choice.27-2009. Consultado em 14 de agosto de 2021
275. ↑  «Drawing up a Shortlist». Palgrave Macmillan. ISBN 978-1-137-41294-2. Consultado em 14 de agosto de 2021
276. ↑  «How to Watch  The Wolf of Wall Street». Fredric Jameson and  The Wolf of Wall Street. 2016. doi:10.5040/9781501308376.ch-003. Consultado em 14 de agosto de 2021
277. ↑  Usachuk, A.N.; Grib, V.K. (2018). «Ще один документ з архіву М.О. Макаренка.». Донецький археологічний збірник (21): 192–205. ISSN 2218-2284. doi:10.31558/2218-2284.2018.21.9. Consultado em 14 de agosto de 2021
278. ↑  Hopej, Malwina (6 de outubro de 2019). «НАЙКРАЩА КРАЇНА СВІТУ В 2018 РОЦІ. АНАЛІЗ ЗВІТУ BEST COUNTRIES 2018.». ΛΌГOΣ. МИСТЕЦТВО НАУКОВОЇ ДУМКИ (6): 73–76. ISSN 2663-4139. doi:10.36074/2617-7064.06.00.017. Consultado em 14 de agosto de 2021
279. ↑  НЕСТЕРЕНКО, А.О. (2020). «ОСОБЛИВОСТІ АДМІНІСТРАТИВНО-ПРАВОВОГО ЗАХИСТУ СУСПІЛЬНОЇ МОРАЛІ У КОНТЕКСТІ ЗАБЕЗПЕЧЕННЯ ПРАВ ДИТИНИ В ІНФОРМАЦІЙНОМУ СЕРЕДОВИЩІ». Європейські перспективи (3): 62–68. ISSN 2519-2299. doi:10.32782/ep.2020.3.9. Consultado em 14 de agosto de 2021
280. ↑  Klochkov, Illya (18 de maio de 2018). «Umbris idearum і метафізика безкінечного Дж. Бруно». Multiversum. Philosophical almanac (7-8): 16–25. ISSN 2078-8142. doi:10.35423/2078-8142.2015.7-8.02. Consultado em 14 de agosto de 2021
281. ↑  Сазонова, Я. Ю. (2020). «ДИСКУРС ЖАХІВ І ТЕКСТ ЖАХІВ: СПРОБА ТЕОРЕТИЧНОГО ВИОКРЕМЛЕННЯ». Лінгвістичні дослідження (52): 194–205. ISSN 2312-7546. doi:10.34142/23127546.2020.52.18. Consultado em 14 de agosto de 2021
282. ↑  Rudchenko, Alina (3 de janeiro de 2020). «РОСІЙСЬКИЙ НАРАТИВ ПРО «УКРАЇНСЬКИХ ФАШИСТІВ» У ПУБЛІКАЦІЯХ УКРАЇНСЬКИХ МЕДІА». Consultado em 14 de agosto de 2021
283. ↑  «Introduction». Cornell University Press. 15 de novembro de 2020: 1–12. ISBN 978-1-5017-5067-0. Consultado em 14 de agosto de 2021
284. ↑  Guevara Bravo, César (1 de maio de 2020). «La geometría de las sombras en la visión de Leonardo». INTERdisciplina (21). 17 páginas. ISSN 2448-5705. doi:10.22201/ceiich.24485705e.2020.21.75146. Consultado em 14 de agosto de 2021
285. ↑  Battezzati, Santiago (28 de julho de 2020). «La disputa simbólica por clasificar un nuevo producto cultural: el caso de Netflix durante el estreno y la premiación de la película Roma». Norteamérica (2). ISSN 2448-7228. doi:10.22201/cisan.24487228e.2020.2.410. Consultado em 14 de agosto de 2021
286. 1 2  «news-from-asia-watch-human-rights-in-sri-lanka-an-update-mar-12-1991-23-pp». Human Rights Documents online. Consultado em 14 de agosto de 2021
287. ↑  «Las polémicas de la censura:». Pontificia Universidad Javeriana: 65–82. ISBN 978-958-781-027-1. Consultado em 14 de agosto de 2021
288. ↑  «Semblanza de nuestro tiempo». Dykinson. 10 de agosto de 2020: 13–46. ISBN 978-84-1324-877-6. Consultado em 14 de agosto de 2021
289. ↑  «Synthesis of δ-Lactones via Aldol, Cyclo-propanation, and Ring-Opening Cascade». Synfacts (09): 0980–0980. 19 de agosto de 2011. ISSN 1861-1958. doi:10.1055/s-0030-1261013. Consultado em 14 de agosto de 2021
290. ↑  «Figure 2.8. Reasons for business exit cited by men and women entrepreneurs in European Union and OECD countries, 2012-16». dx.doi.org. Consultado em 14 de agosto de 2021
291. ↑  «ONCB Orthopaedic Nurse Certified List, March 2012». Orthopaedic Nursing (3). 193 páginas. Maio de 2012. ISSN 0744-6020. doi:10.1097/nor.0b013e31825c864e. Consultado em 14 de agosto de 2021
292. ↑  Jeong nam Song (maio de 2009). «Death from Hunger of Vietnamese under the Japanese Rule, 1942-45». 동남아연구 (1): 101–144. ISSN 1225-4738. doi:10.21485/hufsea.2009.19.1.004. Consultado em 14 de agosto de 2021
293. ↑  Powell, Amanda (2012). «The Girl with the Dragon Tattoo - 2011». New York, New York, USA: ACM Press. ISBN 978-1-4503-1677-4. doi:10.1145/2341836.2341894. Consultado em 14 de agosto de 2021
294. ↑  Guo, Yongbin; Liu, Zhiqin; Guan, Shen (16 de outubro de 2019). «Development and Field Applications of Novel Oil-Based Mud in Western South China Sea». SPE. doi:10.2118/198404-ms. Consultado em 14 de agosto de 2021
295. ↑  «CME Questions». AAP Grand Rounds (1): 11–12. 1 de julho de 1999. ISSN 1099-6605. doi:10.1542/gr.2-1-11. Consultado em 14 de agosto de 2021
296. ↑  «Academy and Matica Hrvatska». Journal of Croatian Studies: 196–197. 1990. ISSN 0075-4218. doi:10.5840/jcroatstud19903122. Consultado em 14 de agosto de 2021
297. ↑  «35259, 1875-01-09, E. M***». Art Sales Catalogues Online. Consultado em 14 de agosto de 2021
298. ↑  BICKFORD-SMITH, VIVIAN; MENDELSOHN, RICHARD (maio de 2003). «Film and History Studies in South Africa Revisited: Representing the African Past on Screen». South African Historical Journal (1): 1–9. ISSN 0258-2473. doi:10.1080/02582470308671919. Consultado em 14 de agosto de 2021
299. ↑  Trebeljahr, Tobias; Abdedaim, Toufik (28 de novembro de 2016). «Pirate Smooch (Germany)». New York, NY, USA: ACM. ISBN 978-1-4503-4537-8. doi:10.1145/2997500.2997519. Consultado em 14 de agosto de 2021
300. ↑  «icj-reports-legal-services-in-rural-africa-international-commission-of-jurists-african-bar-association-and-allafrica-conference-of-churches-report-of-a-seminar-held-at-limuru-near-nairobi-1-to-4-oct-1984». Human Rights Documents online. Consultado em 14 de agosto de 2021
301. ↑  «Remaking Mutirikwi: An Introduction». Remaking Mutirikwi: 1–24. 18 de junho de 2015. doi:10.1017/9781782045243.004. Consultado em 14 de agosto de 2021